# 福岡県立修猷館高等学校の人物一覧
福岡県立修猷館高等学校人物一覧（ふくおかけんりつしゅうゆうかんこうとうがっこうじんぶついちらん）は、福岡県立修猷館高等学校に関係する主な人物の一覧記事である。

## 著名な教員

### 藩校時代
- 真藤世範(峨眉) - 儒学者 福岡藩藩儒
- 奥山弘道(審軒) - 儒学者 福岡藩藩儒
- 井土周徳(南山) - 儒学者 福岡藩藩儒
- 安井儀(金竜) - 儒学者 福岡藩藩儒
- 島村遜(泮林) - 儒学者 福岡藩藩儒
- 花房正恒(雷嶽) - 儒学者
- 月形質(鷦窠) - 儒学者 若槻幾斎門下 月形深蔵の父
- 島村彬(儺川) - 儒学者 福岡藩藩儒 島村遜の養嫡子
- 佐藤利粋(飽斎) - 儒学者
- 井土周磐(学圃) - 儒学者 福岡藩藩儒 若槻幾斎門下 井土周徳の婿養子
- 許斐氏苗(遯斎) - 儒学者
- 竹田定琮(榛斎) - 儒学者 福岡藩藩儒竹田家第7代当主 藩校修猷館第2代館長竹田定矩(復斎)の子
- 浜貞彜(三嶺) - 儒学者 福岡藩藩儒 菅茶山門下 藩校修猷館出身
- 月形深蔵(漪嵐) - 儒学者 古賀精里門下 月形洗蔵の父
- 高橋徳経(竜池) - 儒学者
- 清水勝従(雲窩) - 儒学者
- 長野誠(芳斎) - 儒学者 国学者 香椎宮権宮司 月形質の三男
- 魚住明識(樂處) - 儒学者 福岡藩藩儒・大参事 藩校修猷館出身
- 渡辺方(詠帰) - 儒学者 福岡藩藩儒
- 尾崎朝秀(惣左衛門) - 幕末の志士 修猷館館長尾崎臻の父
- 櫛田駿(北渚) - 儒学者 福岡藩藩儒
- 正木昌陽(木鶏) - 儒学者 藩校修猷館出身
- 永田経正(松窓) - 儒学者 安積艮斎門下
- 中村無二(円太) - 幕末の志士 筑前勤王党
- 松田敏足 - 国学者 藩校修猷館出身
- 杉山三郎平誠胤(灌園) - 水戸学派 杉山茂丸の父 夢野久作の祖父 杉山龍丸の曽祖父
- 青木善平 - 英学者 安部龍平の養嫡子
- 松下直美 - 福岡市長 大審院判事
- 添田壽一 - 大蔵次官 法学博士 日本興業銀行初代総裁 台湾銀行初代頭取 鉄道院総裁 貴族院議員

### 再興〜現在
- 湯原元一 - 東京高等学校初代校長 東京女子高等師範学校校長 東京音楽学校校長 第五高等学校教授
- 吉田嘉三郎 - 洋画家 吉田博の養父
- 今立吐酔 - 在京の黒田長成館長の館長代理 京都府立京都第一中学校（現・京都府立洛北高等学校・附属中学校）初代校長
- 氏家謙曹 - 早稲田大学理工科教授・評議員 京師大学堂（現・北京大学）教習 第二高等学校教授 宮城県立仙台第一中学校（現・宮城県仙台第一高等学校）校長
- 関豊太郎 - 土壌学者 日本土壌肥料学会初代会長 東京農業大学教授 盛岡高等農林学校教授・宮澤賢治の師（童話「グスコーブドリの伝記」クーボー大博士のモデル） 広島高等師範学校教授
- 杉森此馬 - 英語学者 旅順工科大学予科教授 広島高等師範学校教授 第四高等学校教授 山口高等学校教授 明治学院教授
- 藤井乙男 - 国文学者 俳人 京都帝国大学文科大学教授 第八高等学校教授 第四高等学校教授 帝国学士院会員
- 小田堅立 - 岡山県商業学校初代校長 岡山市立岡山商業学校初代校長 敦賀商業学校校長 東京商工奨励館館長
- 飯塚国三郎 - 大日本武徳会柔道範士 慶應義塾體育會柔道部師範 講道館十段
- 浅野一摩 - 大日本武徳会剣道範士 津田一伝流
- 益田祐之(古峯) - 漢文教諭 玄洋社社員
- 松井松次郎 - 大日本武徳会剣道範士九段 津田一伝流
- 永倉茂(江村人) - 日本画家 京都帝国大学福岡医科大学解剖教室標本描画嘱託
- 大木俊九郎 - 台湾新竹州立新竹中学校（現・国立新竹高級中学）初代校長
- 西文雄 - 大日本武徳会柔道範士 講道館八段 嘉納治五郎門下
- 山内晋卿 - 仏教学者 漢文学者 中国史学者 第三高等学校教授 浄土真宗本願寺派勧学
- 秦秀雄 - 星岡茶寮支配人 骨董収集鑑定家 井伏鱒二小説「珍品堂主人」主人公加納夏麿のモデル
- 岡田武彦 - 中国哲学者 九州大学名誉教授 西南学院大学教授 活水女子大学教授
- 近藤春雄 - 中国文学者 愛知県立大学名誉教授
- 山川丈平 - ドイツ文学者 九州大学名誉教授 福岡歯科大学教授
- 小柳陽太郎 - 国民文化研究会副理事長 九州造形短期大学教授
- 川崎文治 - 経営学者 北九州大学（現・北九州市立大学）学長・名誉教授・大学院経営学研究科教授 大阪市立大学商学部長・名誉教授 山口大学経済学部教授 長崎大学経済学部教授
- 高畠穣 - 中国文学者
- 長野覚 - 地理学者 駒澤大学教授 日本山岳修験学会顧問
- 岡部平太 - スポーツ指導者 満洲体育協会創設・理事長 金栗四三の盟友 南部忠平・人見絹枝の師 講道館八段 嘉納治五郎門下
- 吉田信啓 - 考古学者 ペトログラフ（岩石文字）研究者 ユネスコ世界遺産委員会岩石芸術部門日本代表
- 古賀元博 - 柔道家 古賀稔彦の兄

## 著名な出身者

### 政界
- 矢野梅庵 - 福岡藩家老・大参事
- 武部小四郎 - 自由民権運動家 建部武彦の子息
- 越智彦四郎 - 自由民権運動家
- 平岡浩太郎 - 玄洋社初代社長 自由民権運動家 衆議院議員
- 金子堅太郎 - 大日本帝国憲法起草 伊藤内閣農商務大臣・司法大臣 枢密顧問官 貴族院議員 日本法律学校（現・日本大学）創立・初代校長 伯爵 従一位大勲位菊花大綬章
- 的野半介 - 衆議院議員 福陵新報・九州日報社主 玄洋社社員
- 安部磯雄 - 社会大衆党初代委員長 社会民衆党初代委員長 衆議院議員 同志社教授 東京専門学校（現・早稲田大学）教授
- 末永節 - 政治運動家 武道家 全日本少林拳武徳会初代宗家 玄洋社社員 黒龍会結成メンバー 末永遥の曽祖父
- 納富陳平(陣平) - 衆議院議員 北浜銀行取締役兼支配人 福岡銀行取締役
- 廣田弘毅 - 第32代内閣総理大臣 近衛内閣・斎藤内閣外務大臣 貴族院議員 駐ソビエト連邦特命全権大使 駐オランダ特命全権公使 城山三郎小説「落日燃ゆ」主人公 玄洋社社員 A級戦犯
- 中野正剛 - 大政翼賛会総務 衆議院議員 国民同盟結成 東方会総裁 玄洋社社員
- 緒方竹虎 - 自由党総裁 吉田内閣副総理・内閣官房長官 東久邇宮内閣国務大臣兼内閣書記官長兼情報局総裁 小磯内閣国務大臣兼情報局総裁 貴族院議員 衆議院議員 朝日新聞主筆・副社長 緒方貞子の義父 玄洋社社員
- 橋本祐幸 - 衆議院議員 東京市助役 東京市会議員
- 坂井大輔 - 衆議院議員 玄洋社社員
- 吉田鞆明 - 衆議院議員 九州歯科医学専門学校（現・九州歯科大学）理事長
- 三輪寿壮 - 日本労農党初代書記長 衆議院議員 第二東京弁護士会会長 日本弁護士連合会副会長
- 田中稔男 - 日本社会党国民運動委員長 衆議院議員 東大新人会幹事長
- 広瀬正雄 - 佐藤内閣郵政大臣 衆議院議員 日田市長 儒学者廣瀬淡窓の末裔 広瀬貞雄、広瀬勝貞、広瀬道貞の父 勲一等旭日大綬章
- 辻英雄 - 衆議院議員 福岡県副知事 学校法人西日本短期大学理事長
- 楢崎弥之助 - 社会民主連合書記長 衆議院議員 勲一等旭日大綬章
- 佐藤保 - 社会主義協会代表 向坂逸郎門下
- 山崎拓 - 自由民主党幹事長・副総裁 宮澤内閣建設大臣 宇野内閣防衛庁長官 近未来政治研究会会長 衆議院議員 旭日大綬章（2012年）
- 土肥隆一 - 民主党副幹事長 民主改革連合幹事長 衆議院議員
- 原田義昭 - 安倍内閣環境大臣 衆議院議員 船井電機代表取締役会長 旭日大綬章（2023年）
- 笠浩史 - 衆議院議員 立憲民主党国会対策委員長
- 藤野保史 - 衆議院議員 日本共産党中央委員会政策委員長
- 吉村剛太郎 - 参議院議員
- 薬師寺道代 - 参議院議員
- 河野義博 - 参議院議員
- 赤間文三 - 大阪府知事（公選初代） 佐藤内閣法務大臣 参議院議員
- 荒巻禎一 - 京都府知事 京都文化博物館館長
- 小川洋 - 福岡県知事 内閣広報官 内閣官房知的財産戦略推進事務局長 特許庁長官
- 久世庸夫 - 福岡市長 福岡市議会議長 博多株式取引所理事長 玄洋社社員
- 阿部源蔵 - 福岡市長 インドネシア・スラバヤ市長（陸軍司政長官） 玄洋社社員
- 桑原敬一 - 福岡市長 労働事務次官
- 山崎広太郎 - 福岡市長 福岡市議会議長 衆議院議員
- 猪野鹿次 - 初代飯塚市長
- 三浦虎雄 - 延岡市長 衆議院議員
- 岩尾精一 - 日田市長
- 百崎素弘 - 多久市長
- 楠田幹人 - 筑紫野市長
- 藤田陽三 - 筑紫野市長 福岡県議会議長
- 中村隆象 - 古賀市長
- 後藤元秀 - 豊前市長

### 官界
- 栗野慎一郎 - 初代駐フランス特命全権大使 駐米特命全権公使・駐伊特命全権公使・駐仏特命全権公使を経て日露戦争開戦時の駐露特命全権公使 枢密顧問官 子爵 勲一等旭日桐花大綬章
- 鶴原定吉 - 韓国統監府初代総務長官 韓国宮内次官 衆議院議員 第2代大阪市長 日本銀行大阪支店長 関西鉄道社長 東京人造肥料会社（現・日産化学）社長
- 山座円次郎 - 外務省政務局長 駐英国大使館参事官 駐中国特命全権公使 ポーツマス講和会議随員 玄洋社社員
- 安河内麻吉 - 内務次官 神奈川県知事 福岡県知事 広島県知事 静岡県知事
- 森安三郎 - チリ特命全権公使 在イタリア大使館参事官 済南総領事
- 増永元也 - 鉄道省電気局長 衆議院議員 玄洋社社員
- 中野太三郎 - 咸鏡南道知事 咸鏡北道知事 大邱府尹(長官) 東洋拓殖理事 玄洋社社員
- 入江海平 - 拓務次官 朝鮮総督府理財課長 南満洲鉄道（満鉄）理事 鹽水港製糖（現・塩水港精糖）社長 玄洋社社員
- 富田勇太郎 - 大蔵省海外駐箚財務官・理財局長 満洲興業銀行初代総裁
- 波多野養作 - 探検家 外務省嘱託
- 矢野真 - 駐スペイン特命全権公使 駐チリ兼ボリビア特命全権公使 仏印タイ国国境画定委日本代表 日本放送協会（NHK）専務理事・国際局長 東京府立第一中学校に転校
- 高武公美 - 忠清南道内務部長 江原道内務部長 福岡市助役 玄洋社社員
- 林繁蔵 - 朝鮮総督府財務局長 朝鮮殖産銀行頭取
- 福田庸雄 - 商工省鉱山局長 日本製鐵取締役 日鉄鉱業専務取締役
- 石原雅二郎 - 千葉県知事 山形県知事 津市長 中央大学教授
- 谷義廉 - 台湾総督府屏東市尹・新竹州桃園郡守・高雄州東港郡守
- 半田敏治 - 満洲国国務院国民勤労部次長 満洲国協和会哈爾濱市本部長・中央本部企画部長 大同学院教授 甘粕正彦の盟友
- 守島伍郎 - 駐ソビエト連邦特命全権公使 外務省東亜局第一課長 衆議院議員 サンフランシスコ講和会議全権団特別顧問
- 坂口忠次 - 鉄道省東京鉄道局長 西武鉄道(旧)社長
- 土岐政夫 - 帝室博物館（現・東京国立博物館）総長 宮内省内匠頭
- 日高信六郎 - 駐イタリア特命全権大使 駐中国特命全権公使 興亜院経済部長 上海総領事 日本山岳会会長 モンブラン日本人初登頂（1921年）
- 武内哲夫 - 蒙古聯合自治政府総務庁長・内政部次長
- 岡安彦三郎 - 東京都副知事
- 矢野謙三 - 台湾総督府台北州産業部長・基隆市市尹(市長)
- 中尾荘兵衛 - 福岡県教育長 内務省鹿児島県内政部長
- 武末辰雄 - 皇宮警察本部長 東京都警察隊長
- 松尾金蔵 - 通商産業事務次官（城山三郎小説「官僚たちの夏」丸尾次官のモデル） 日本鋼管会長
- 金堀一男 - 九州管区警察局長 兵庫県警察本部長（第一次頂上作戦指揮官）
- 西川一三 - 駐蒙古大使館調査部情報部員 沢木耕太郎ノンフィクション「天路の旅人」主人公
- 小山田隆 - 初代駐バングラデシュ特命全権大使 駐ニュージーランド特命全権大使 駐西サモア特命全権大使
- 前田正裕 - 駐ドミニカ共和国特命全権大使 駐ジャマイカ特命全権大使 駐バハマ特命全権大使 ラテンアメリカ協会理事長
- 高村健一郎 - 日本専売公社（日本たばこ産業の前身）総務理事
- 田辺博通 - 国税庁長官 大蔵省銀行局長・証券局長・主計局主計官 沖縄振興開発金融公庫理事長
- 山内豊徳 - 環境庁企画調整局長・自然保護局長
- 中川勝弘 - 通商産業審議官 通商産業省機械情報産業局長・貿易局長 トヨタ自動車副会長・副社長
- 久保田勇夫 - 国土事務次官 大蔵省関税局長 ローンスター・ジャパン会長 西日本シティ銀行代表取締役会長・頭取 西日本フィナンシャルホールディングス会長 福岡経済同友会代表幹事
- 石黒正大 - 中小企業庁長官 東京ガス副社長 日本政策投資銀行理事 日本自転車振興会（現・JKA）副会長
- 古川公毅 - 東京都建設局長・東京都駐車場公社理事長
- 永井慎也 - 駐アルゼンチン特命全権大使 駐カタール特命全権大使 国際交流基金専務理事
- 並木徹 - 通商産業省環境立地局（現・産業技術環境局）長 電源開発常務取締役 日本エネルギー学会会長
- 吉永國光 - 大蔵省関東財務局長 岩手県副知事 大蔵大臣官房参事官 国際協力事業団理事 東和銀行代表取締役会長・頭取
- 宮本雄二 - 駐中華人民共和国特命全権大使 駐ミャンマー特命全権大使 沖縄担当特命全権大使
- 筑紫勝麿 - 大蔵省造幣局長 大阪税関長 サントリー常務取締役
- 洞駿 - 国土交通審議官 国土交通省航空局長・自動車交通局長 スカイマーク代表取締役会長・社長 全日空代表取締役副社長
- 伊藤哲朗 - 第85代警視総監 内閣危機管理監 東京大学生産技術研究所客員教授
- 水城幾雄 - 駐パナマ特命全権大使
- 馬場耕一 - 国土交通省近畿運輸局長・海事局次長 福岡空港ビルディング代表取締役副社長
- 佐渡島志郎 - 駐タイ特命全権大使 駐バングラデシュ特命全権大使 外務省国際協力局長 アジア大洋州局審議官
- 谷川浩道 - 財務省横浜税関長 西日本シティ銀行代表取締役会長・頭取 西日本フィナンシャルホールディングス代表取締役副会長・社長 全国地方銀行協会副会長 福岡商工会議所会頭
- 谷口博文 - 財務省関東財務局長 大蔵省主計局主計官 国土交通省政策統括官 九州大学産学連携センター教授
- 稲田修一 - 総務省近畿総合通信局長 早稲田大学リサーチイノベーションセンター教授 東京大学先端科学技術研究センター特任教授 情報通信研究機構理事 情報通信技術委員会事務局長
- 高橋礼一郎 - 駐オーストラリア特命全権大使 ニューヨーク総領事・大使 内閣府国際平和協力本部事務局長 駐アフガニスタン特命全権大使
- 平嶋彰英 - 総務省自治税務局長 自治大学校校長
- 大久保武 - 駐レバノン特命全権大使 パレスチナ関係担当大使兼対パレスチナ暫定自治政府日本国政府代表事務所長
- 鈴木俊彦 - 厚生労働事務次官 日本赤十字社副社長
- 柴尾浩朗 - 財務省長崎税関長 防衛医科大学校副校長
- 増田博行 - 国土交通省技術総括審議官・九州地方整備局長 日本道路建設業協会副会長兼専務理事
- 竹若敬三 - 駐アイスランド特命全権大使 北極担当特命全権大使 国際貿易・経済担当特命全権大使 駐ラオス特命全権大使
- 堤尚広 - 駐南スーダン特命全権大使
- 山口英彰 - 第50代水産庁長官 日本中央競馬会（JRA）副理事長
- 神谷崇 - 第51代水産庁長官
- 土生栄二 - 人事院人事官 厚生労働省老健局長・大臣官房長 内閣総務官
- 石橋晶 - 文部科学省高等教育局企画官・高等教育局高等教育企画課高等教育政策室長・大臣官房教育改革調整官

### マスコミ
- 福本誠(日南) - 新聞「日本」創刊 九州日報（西日本新聞の前身）社長 衆議院議員 東亜同文会会員
- 篠崎昇之助 - 九州日報主筆 釜山日報社(戦前)副社長兼主筆 玄洋社社員
- 中野泰介 - 九州日報社常務取締役 中野正剛の弟 中野達雄の父 玄洋社社員
- 里見甫 - 満洲国通信社設立・初代主幹 西木正明小説「其の逝く処を知らず」主人公
- 高原操 - 大阪朝日新聞主筆兼取締役編集局長
- 大西斎 - 東京朝日新聞副主筆・論説主幹・北京支局長・東亜問題調査会常任幹事
- 永川俊美 - 朝日新聞中部本社社長兼編集局長 東京朝日新聞連絡部長
- 笠信太郎 - 朝日新聞常務取締役論説主幹 大原社会問題研究所専任研究員
- 益田豊彦 - 朝日新聞東京本社代表取締役・大阪本社代表取締役・中部支社長・大阪本社編集局長・西部本社編集局長・東京本社論説委員室副主幹 益田古峯の三男
- 香月保 - 朝日新聞大阪本社編集局長 東京朝日新聞亜細亜部長・ロンドン支局長 田川市長
- 常安弘通 - 朝日新聞奉天支局長・済南支局長 盧溝橋事件をスクープ（1937年）
- 箱島信一 - 朝日新聞社代表取締役社長・特別顧問 日本新聞協会会長 日本高等学校野球連盟最高顧問
- 渡辺俊介 - 日本経済新聞論説委員・経済部編集委員 東京女子医科大学教授
- 髙見信三 - QUICK社長 日本経済新聞社常務取締役・日経金融新聞編集長
- 吉岡忠雄 - 毎日新聞論説委員（「余録」執筆者） 山形新聞論説委員
- 白根邦男 - スポーツニッポン新聞社代表取締役会長・社長・相談役 毎日新聞社代表取締役専務・東京本社代表
- 武田芳明 - 東日印刷社長 毎日新聞社専務取締役管理統括・東京本社代表
- 石橋文登 - 産業経済新聞社編集局次長兼政治部長 産経新聞副編集長 千葉工業大学特別教授
- 川崎隆生 - 西日本新聞社代表取締役会長・社長
- 真鍋信喜 - 信濃毎日新聞取締役論説主幹 満洲国通信社記者 長野県教育委員長
- 藤吉敏生 - 日刊工業新聞社代表取締役会長・社長
- 北川晃二 - フクニチ新聞社代表取締役社長・編集局長 小説家
- 許斐仁（本名は許斐氏信） - 米国邦字紙「羅府新報」記者 OSS（CIAの前身）特殊工作員
- 山田彦彌 - 週刊新潮編集長 新潮社常務取締役
- 伊藤正孝 - 朝日ジャーナル編集長 朝日新聞編集委員
- 田中博 - 週刊ダイヤモンド編集長
- 松原亨 - マガジンハウス雑誌POPEYE編集長・Casa BRUTUS編集長
- 三浦愛佳 - 中央公論新社雑誌婦人公論編集長
- 佐々木凛一 - 中部日本放送（CBC）常務取締役・論説委員長
- 中野達雄 - 読売テレビ（ytv）代表取締役会長・社長 中野正剛の甥
- 古川吉彦 - 広島ホームテレビ（HOME）代表取締役副社長 テレビ朝日常務取締役・編成局長
- 内藤武宣 - 京都放送（KBS）常務取締役 三宝会世話人 稲門空手会（早稲田大学空手部OB会）会長 竹下登の娘婿 影木栄貴・DAIGOの父
- 姶良哲郎 - 南日本放送（MBC）代表取締役会長・社長
- 渡辺克信 - 朝日放送（ABC）代表取締役会長・社長
- 田代早苗 - マッドハウス代表取締役社長 日本テレビ総務局長・業務監査室長
- 大場洋士 - TVer代表取締役社長 テレビ朝日取締役IoTv局長
- 木村栄文 - RKB毎日放送（RKB）ディレクター・プロデューサー 第14回ギャラクシー賞大賞（1976年） 紫綬褒章（2002年）
- 山本周 - フジテレビ報道局解説委員長・政治部長・「FNNスーパーニュース」金曜日コメンテーター
- 松原耕二 - TBS「NEWS23X」アンカーマン・「JNNニュースの森」ニュースキャスター/編集長 TBSニューヨーク支局長
- 武田誠司 - フジテレビゼネラルプロデューサー・ディレクター
- 青木裕子 - NHKエグゼクティブアナウンサー
- 堤信子 - 福岡放送（FBS）アナウンサー 日本テレビ「ズームイン!!朝!」リポーター
- 大坪千夏 - フジテレビアナウンサー
- 斉藤絹子 - RKBアナウンサー
- 茅野正昌 - RKBアナウンサー
- 草柳悟堂 - 琉球朝日放送（QAB）アナウンサー
- 谷口慎一郎 - NHKアナウンサー
- 武田早絵 - RKBアナウンサー
- 山下香織 - 鹿児島讀賣テレビ（KYT）アナウンサー
- 松田朋子 - 熊本朝日放送（KAB）・山陰中央テレビジョン放送（TSK）アナウンサー テレビ朝日「モーニングショー」リポーター
- 北嶋右京 - NHKアナウンサー 石橋亜紗の夫
- 中根夕希 - 中国放送（RCC）アナウンサー
- 喜入友浩 - TBSアナウンサー
- 玉谷愛 - MBCアナウンサー
- 室岡大晴 - フジテレビアナウンサー

### 財界
- 安川敬一郎 - 安川財閥創始者 衆議院議員 貴族院議員 明治専門学校（現・九州工業大学）創立者 男爵 安川第五郎の父 玄洋社社員
- 團琢磨 - 三井財閥総帥 三井合名会社理事長 三井鉱山会長 日本工業倶楽部設立・初代理事長 日本経済聯盟会（日本経済団体連合会の前身）設立・会長 東京大学(旧)理学部助教授 男爵 作曲家團伊玖磨の祖父 西村健小説「光陰の刃」主人公
- 時枝誠之 - 十七銀行（現・福岡銀行）取締役 横浜正金銀行人事課長・サンフランシスコ支店長・ニューヨーク支店長・ハワイ支店長 国語学者時枝誠記の父
- 相生由太郎 - 福昌公司創業者・社長 大連商業会議所会頭 玄洋社社員
- 向野堅一 - 満洲市場設立 日支合弁正隆銀行設立 奉天商工会議所副会頭
- 佐藤慶太郎 - 炭鉱経営者 篤志家 東京府美術館（現・東京都美術館）設立者
- 不破熊雄 - 三池窒素工業会長・社長 三井鉱山取締役田川鉱業所長
- 尾形次郎 - 三井鉱山会長 三井合名会社参与理事 満洲合成燃料初代理事長 日本製鐵取締役 北海道人造石油取締役 東京帝国大学工学博士
- 縣左吉 - 電気化学工業（現・デンカ）常務取締役 大淀川水力電気常務取締役
- 原田猪八郎 - 東北特殊鋼創業者・初代社長
- 飯田延太郎 - 南満洲太興社長 有隣生命保険社長 萬朝報社長 玄洋社社員
- 安田昌 - 明治製糖常務取締役 明治製菓取締役
- 城戸季吉 - 鐘淵紡績（現・クラシエホールディングス）社長 日本合成化学工業社長 民生産業（現・UDトラックス）社長
- 高島基江 - 東洋高圧工業（現・三井化学）設立・社長 帝国燃料興業総裁 満洲合成燃料理事長 三井鉱山常務取締役
- 貝島太市 - 貝島炭鉱社長 日本石炭鉱業会会長 貝島太助の四男 鮎川義介の義弟
- 多田勇雄 - 朝倉軌道社長 衆議院議員 玄洋社社員
- 竹原伝 - 同和自動車工業理事長 満洲重工業開発理事 満洲自動車製造理事
- 安川第五郎 - 安川電機製作所（現・安川電機）創業者・社長 九州電力会長 日本原子力発電初代社長 日本原子力研究所初代理事長 日本原子力産業会議会長 1964年東京オリンピック組織委員会会長 勲一等旭日大綬章 玄洋社社員
- 土屋直幹 - 正興電機製作所創業者・会長・社長 玄洋社社員
- 津上退助 - 津上製作所（現・ツガミ）創業者・社長
- 川越庸一 - 大同メタル工業創業者・初代社長 豊田自動織機自動車部（トヨタ自動車の起源）初代部長 中京デトロイト構想創案者
- 太田清蔵 - 東邦生命保険会長・社長 博多大丸会長・社長
- 山下知二郎 - 国際電気（現・日立国際電気）社長
- 伊知地寧次郎 - 東亞合成化学工業（現・東亞合成）社長
- 高木幹夫 - 東京海上火災保険社長
- 原吉平 - ユニチカ初代会長 大日本紡績社長 日本貿易振興会（ジェトロ）理事長 関西経済同友会代表幹事
- 筬島威一 - ゼネラル石油社長
- 西島直巳 - 三菱鉱業（現・三菱マテリアル）社長 日本鉱業会会長
- 太田辨次郎 - 東邦生命保険会長・社長 太田清蔵の弟
- 白水半次郎 - 北大阪急行電鉄社長 京阪神急行電鉄（現・阪急電鉄）副社長 阪急バス社長 エフエム大阪社長 宝塚歌劇団評議員
- 城戸久 - 東京モノレール副社長 熱海モノレール社長
- 倉田興人 - 三井鉱山会長・社長 日本石炭協会会長 倉田主税の弟
- 仙石襄 - クラレ会長・社長 菊花賞・桜花賞馬主（ブラウニー、1947年）
- 石橋英樹 - 三菱プレシジョン社長 三菱電機取締役・神戸製作所長
- 浜正雄 - 九州・山口経済連合会 （現・九州経済連合会）副会長兼理事長 南満洲鉄道新京本部企画室参与・上海事務所調査室主事・満鉄調査部部員
- 細田一雄 - 山梨中央銀行頭取 山梨県商工会議所連合会会長
- 坪井与 - 満洲映画協会（満映）娯民映画所長・映画監督 東映専務取締役・東京撮影所長
- 有吉新吾 - 三井鉱山会長・社長 日本石炭協会会長 健康保険組合連合会会長
- 長谷川茂 - 関西汽船社長 日本旅客船協会会長
- 中野信 - キャタピラー三菱（現・キャタピラージャパン）社長 三菱重工業副社長
- 志岐隆清 - 富士電気化学（現・FDK）社長 日本乾電池工業会会長
- 和智午郎 - 西部ガス会長・社長 九州生産性本部会長 和智龍一の弟
- 徳山二郎 - 経済評論家 野村総合研究所副社長 野村マネジメント・スクール創設・学長 野村證券顧問
- 大島隆夫 - 富士火災海上保険会長・社長 大蔵省国税不服審判所次長 海外経済協力基金理事
- 妹尾親尚 - 岡本理研ゴム（現・オカモト）社長 富士銀行専務取締役
- 大城金夫 - 東京湾横断道路社長 日本道路公団理事
- 本田精一 - 日産火災海上保険社長
- 川村正喜 - 九州電力副社長 福岡証券取引所理事長
- 秋山英一 - ロッテ百貨店副社長
- 鶴田一白 - イーグル工業社長 日本オイルシール工業（現・NOK）専務取締役
- 光安愛友 - 沖電線会長・社長 沖電気工業副社長 富士銀行取締役
- 山田菊男 - 三菱石油会長・社長
- 牛尾鋭之助 - 三菱油化ビーシーエル（現・LSIメディエンス）社長 三菱油化（現・三菱ケミカル）専務 三菱銀行取締役
- 藤田彬 - 大和銀行頭取
- 岡誠 - ケンウッド会長・社長
- 高岩淡 - 東映会長・社長 日本アカデミー賞協会会長 第46回牧野省三賞（2012年）
- 秋本穣 - タイム・ワーナー・エンターテイメント・ジャパン（現・ワーナー ブラザース ジャパン）初代社長 伊藤忠商事副社長 アジア太平洋トレードセンター社長
- 田中丸善司 - 福岡玉屋社長 佐賀玉屋会長・社長
- 久水宏之 - 経済評論家 日本興業銀行常務取締役 ローマクラブ会員
- 白石司 - 九電工会長・社長 九州電力副社長
- 出光豊 - 新出光会長・社長 出光佐三の甥
- 平山良明 - 西部ガス会長・社長 九州生産性本部会長 学校法人久留米大学理事長
- 三井信雄 - 米国IBM副社長 日本アイ・ビー・エム副社長
- 広瀬貞雄 - 富士紡績社長 儒学者廣瀬淡窓の末裔（広瀬家第11代当主）
- 大貝日出夫 - 昭光通商社長 昭和電工常務取締役
- 梅本章夫 - アメリカン・エキスプレス・ジャパン会長・社長 東京銀行副頭取 アンジャッシュ渡部建の伯父
- 木村修 - セントラル自動車社長 NUMMI（New United Motor Manufacturing）社長 トヨタ自動車生産管理部長
- 枝徹也 - 日立金属会長・社長
- 石川敬一 - 九電工会長 九州電力副社長 アクロス福岡館長
- 中山悠 - 明治乳業会長・社長 明治ホールディングス相談役 日本乳業協会会長 在横浜ブルガリア共和国名誉領事
- 出光芳秀 - 新出光会長・社長 夏樹静子の夫 出光佐三の甥
- 澤田勉 - 日産自動車副社長 ルノー上席副社長・会長顧問 自動車技術会会長
- 中山真 - 安川電機会長・社長
- 芦塚日出美 - 九州電力副社長 九州通信ネットワーク社長 博多座社長
- 井手明彦 - 三菱マテリアル会長・社長 セメント協会会長 日本鉱業協会会長
- 藤野宏 - 栗田工業会長・社長
- 中村清次 - 商船三井フェリー社長 商船三井副社長 日本銀行政策委員会審議委員
- 西村英俊 - 双日初代社長・最高経営責任者（CEO） 日商岩井社長 西日本高速道路社長
- 橋田紘一 - 九電工会長・社長 九州電力常務取締役
- 光安哲夫 - 曽田香料会長・社長 東レリサーチセンター社長 東レ取締役
- 和才昌二 - ハウステンボス社長 興銀リース（現・みずほリース）取締役
- 大須賀賴彦 - 小田急電鉄会長・社長
- 岡﨑彬 - 岡山ガス会長・社長 岡山商工会議所会頭
- 吉田省三 - 日本タングステン会長・社長
- 清田瞭 - 日本取引所グループ最高経営責任者（CEO） 東京証券取引所社長 大和証券グループ本社会長 大和総研理事長
- 鬼木和夫 - 福岡銀行副頭取 親和銀行頭取 ふくおかフィナンシャルグループ取締役
- 鳥飼一俊 - 熊谷組会長・社長
- 和才博美 - NTTコミュニケーションズ社長 NTTレゾナント社長 日本電信電話副社長 全国地域情報化推進協会会長
- 長谷川閑史 - 武田薬品工業会長・最高経営責任者（CEO）・社長 経済同友会代表幹事 日本製薬工業協会会長 2020年東京オリンピック組織委員会特別顧問 三極委員会アジア太平洋地域議長
- 山本泉二 - ソニーコミュニケーションネットワーク（現・ソネット）社長 インターネットイニシアティブ（IIJ）副社長
- 柳瀬真澄 - 嘉穂無線ホールディングス会長・社長
- 加藤泰彦 - 三井造船会長・社長 日本造船工業会会長 東京都立日比谷高等学校に転校
- 木川理二郎 - 日立建機会長・社長 日立製作所取締役 日本建設機械工業会会長
- 宮本憲史 - 安田倉庫会長・社長  損保ジャパン・アセットマネジメント社長
- 石村僐悟 - 和菓子舗石村萬盛堂会長・社長 ホワイトデー創案者（1977年）
- 小原健史 - 嬉野温泉和多屋別荘会長・社長 全国旅館生活衛生同業組合連合会会長
- 佐藤清一郎 - 筑邦銀行頭取 みずほ証券副社長
- 田代民治 - 鹿島建設副社長 土木学会会長
- 八木誠 - 関西電力会長・社長 電気事業連合会会長 日本原燃会長 電源地域振興センター会長 日本生命保険取締役 エイチ・ツー・オー リテイリング取締役
- 米田道生 - 大阪証券取引所社長 日本取引所グループ最高執行責任者（COO）
- 吉村章太郎 - 大陽日酸（現・日本酸素ホールディングス）会長 三菱ケミカルホールディングス（現・三菱ケミカルグループ）副社長
- 嶋尾正 - 大同特殊鋼会長・社長 名古屋商工会議所会頭 中部経済同友会代表幹事
- 谷哲二郎 - ルミネ社長 JR東日本副社長
- 上野裕一 - トーホー会長・社長
- 津田純嗣 - 安川電機会長・社長 国際ロボット連盟会長 日本ロボット工業会会長 ロボット産業振興会議会長 日本電機工業会会長 福岡経済同友会代表幹事 北九州商工会議所会頭 北九州市立大学理事長
- 渕上一雄 - 王子製紙社長 王子ホールディングス副社長
- 佐藤尚文 - 九電工社長・会長 九州電力副社長
- 津田慎悟 - 丸紅情報システムズ社長 丸紅常務執行役員・欧州支配人兼丸紅欧州社長兼中東・北アフリカ支配人 駐カタール特命全権大使
- 清森洋祐 - 池上通信機社長
- 柴戸隆成 - 福岡銀行会長兼頭取 ふくおかフィナンシャルグループ会長兼社長 全国地方銀行協会会長
- 友添雅直 - 中部国際空港社長 トヨタ自動車専務役員
- 石田卓巳 - ナフコ社長
- 新野隆 - 日本電気会長・社長・最高経営責任者（CEO） 情報通信ネットワーク産業協会会長
- 三津家正之 - 田辺三菱製薬社長 三菱ケミカルホールディングス取締役
- 山田公政 - 医学生物学研究所社長
- 庄野直之 - 中興化成工業社長
- 藤本昌義 - 双日会長・社長・最高経営責任者（CEO）
- 村山誠一 - JX金属会長・社長 JXTGホールディングス取締役 日本鉱業協会会長
- 武原秀俊 - 日立GEニュークリア・エナジー会長・社長 日立製作所執行役常務・原子力ビジネスユニットCEO
- 山崎養世 - くにうみアセットマネジメント社長 一般社団法人太陽経済の会代表理事 経済評論家 ゴールドマンサックス投信社長
- 楠本修二郎 - カフェ・カンパニー社長 グッドイートカンパニーCEO 東の食の会代表理事 長谷川理恵の夫
- 高橋信也 - マネジメントソリューションズ創業者・社長兼CEO
- 森光太郎 - エンファム.創業者・代表取締役CEO

### 学界
- 寺尾寿 - 天文学者 東京帝国大学理学部星学科教授 東京物理学校（現・東京理科大学）創立・初代校長 東京天文台（国立天文台の前身）初代台長 日本天文学会設立・初代会長 帝国学士院（日本学士院の前身）会員
- 寺尾亨 - 法学者（国際法） 東京帝国大学法科大学教授 「東大七博士」の一人 ボアソナード門下 寺尾寿の弟
- 松井元興 - 物理化学者 第10代京都帝国大学総長・理工科大学教授 第5代立命館大学学長 第六高等学校教授 日本物理化学研究会初代会長
- 吉川岩喜 - 採鉱冶金学者 早稲田大学名誉教授・理工学部教授 大同工業専門学校校長 早稲田大学博士第一号（工学博士）
- 倉塚良夫 - 水道工学者 北海道帝国大学工学部長・名誉教授 中島鋭治門下
- 藤井甚太郎 - 歴史学者 文部省維新史料編纂官 法政大学名誉教授・文学部教授 実践女子専門学校校長 日本歴史地理学会会長
- 中島利一郎 - 漢文学者 歴史学者 黒田侯爵家歴史編纂主任
- 菊池英彦 - 土木工学者 関東学院大学工学部初代学部長・教授 青山学院大学工学部教授 九州配電理事
- 松本良一 - 船舶工学者 東京帝国大学第二工学部教授 東京大学工学部教授 三菱重工業神戸造船所副長
- 大藪虎亮 - 国文学者 第四高等学校教授 旧制広島高等学校教授
- 後藤格次 - 農芸化学者 東京帝国大学農学部教授 東京大学名誉教授 日本農芸化学会会長 日本学士院会員 学士院恩賜賞（1949年） 鈴木梅太郎門下
- 金生喜造 - 地政学者 福岡日日新聞主筆 西日本新聞副主筆 日本地政学協会参与
- 田中耕太郎 - 法学者（商法） 法哲学者 東京帝国大学法学部長・名誉教授 吉田内閣文部大臣 第2代最高裁判所長官 国際司法裁判所判事 帝国学士院・日本学士院会員 貴族院議員 参議院議員 日本法哲学会初代会長 正二位大勲位菊花大綬章 文化勲章（1960年）
- 佐藤与助 - 鉱山学者 東北帝国大学工学部教授 東北大学工学部教授 明治専門学校（現・九州工業大学）教授 佐藤慶太郎の養子
- 松月秀雄 - 教育学者 東京理科大学学長・教授 京城帝国大学法文学部長・教授
- 小山田小七 - 財政学者 台北帝国大学文政学部教授 中華民国北平大学教授 福岡商科大学（現・福岡大学）商学部長・教授 大阪商科大学教授
- 浅香末起 - 植民政策学者 名城大学法商学部長・商学部長・教授 近畿大学商学部教授 大阪商科大学教授 台北高等商業学校（現・国立台湾大学管理学院）教授
- 平井新 - 社会思想史学者 慶應義塾大学経済学部長・大学院経済学研究科委員長・名誉教授・野球部長・蹴球部長 小泉信三門下
- 秋吉三郎 - 高分子化学者 九州帝国大学工学部教授 九州大学工学部長・名誉教授 帝人常務取締役開発本部長
- 真井耕象 - 土木工学者 北海道帝国大学工学部教授 北海道大学名誉教授 苫小牧工業高等専門学校初代校長
- 安藤常次郎 - 国文学者 早稲田大学名誉教授・教育学部教授
- 津上研蔵 - 機械工学者 名古屋帝国大学工学部教授 津上製作所（現・ツガミ）常務取締役・技師長 津上退助の弟
- 久山多美男 - 応用物理学者 防衛大学校副校長・名誉教授 海軍技術大佐 戦艦大和開発メンバー
- 葛西泰二郎 - 機械工学者 九州帝国大学工学部教授 九州大学名誉教授 九州工業大学学長 佐世保工業高等専門学校校長 ラグビー日本代表監督 九州ラグビーフットボール協会会長 戦闘機「秋水」開発メンバー
- 辛島驍 - 中国文学者 京城帝国大学法文学部教授 延禧専門学校（現・延世大学校）校長 昭和女子大学教授 朝鮮文人報国会理事長 辛島昇の父
- 馬場菊太郎 - 後鰓類学者 大阪教育大学名誉教授 大阪学芸大学附属天王寺中学校校長
- 平岡昇 - フランス文学者 東京大学名誉教授・教養学部教授 早稲田大学第一文学部教授 澁澤龍彦の師
- 牛島義友 - 教育心理学者 九州大学名誉教授・教育学部教授 青山学院大学文学部教授 東京女子高等師範学校（現・お茶の水女子大学）教授 立教大学文学部教授 日本グループ・ダイナミックス学会初代会長
- 後藤良造 - 木材化学者 京都大学理学部長・名誉教授 京都帝国大学理学部助教授 近畿化学協会会長
- 牛島信義 - 石油鉱床学者 東北大学理学部教授 帝国石油中央技術研究所所長 牛島義友の弟
- 木村健康 - 経済学者 東京大学名誉教授・経済学部教授・教養学部教授 成蹊大学経済学部初代学部長・教授 第一高等学校教授 河合栄治郎門下
- 日下藤吾 - 経済学者 青山学院大学経済学部長・名誉教授 専修大学経済学部教授 拓殖大学政経学部教授 企画院調査官 中野正剛門下 玄洋社社員
- 木塚静雄 - 家畜衛生学者 山口大学農学部教授 日本獣医畜産大学（現・日本獣医生命科学大学）教授 満洲国大陸科学院研究官
- 安松京三 - 昆虫学者 九州大学名誉教授・農学部教授 九州帝国大学農学部助教授 日本昆虫学会会長 紫綬褒章（1971年） 朝日賞（1958年）
- 浅野五郎 - 鉱床学者 九州大学工学部教授 国際基督教大学教養学部教授
- 武谷愿 - 化学工学者 北海道帝国大学工学部教授 北海道大学名誉教授・工学部教授 函館工業高等専門学校校長 紫綬褒章（1974年） 武谷廣の三男
- 関嘉彦 - 社会思想史学者 東京都立大学 (1949-2011)名誉教授・人文学部教授・経済学部教授 参議院議員 河合栄治郎門下
- 桑木務 - 哲学者（現象学） 中央大学名誉教授・文学部教授 ハイデッガー門下
- 山口成人 - 応用物理学者 科学技術庁無機材質研究所（現・物質・材料研究機構）所長 理化学研究所応用電子線研究室主任研究員 紫綬褒章（1973年）
- 辻節三 - 制御工学者 九州大学工学部長・名誉教授 九州帝国大学工学部助教授 福岡大学工学部教授
- 井浦芳信 - 日本近世文学者 日本近世演劇研究者 東京大学名誉教授・教養学部教授 千葉大学人文学部教授 弘前大学文理学部教授 昭和女子大学名誉教授
- 船越栄一 - 法学者（商法） 西南学院大学学長・初代法学部長・商学部長・名誉教授
- 古澤潔夫 - 植物学者 東京大学理学部教授 琉球大学理学部教授
- 竹原良文 - 政治史学者 九州大学法学部長・大学院法学研究科長・名誉教授
- 平野富士夫 - 潤滑工学者 九州大学名誉教授・工学部教授 大分工業高等専門学校校長 陸軍技術大尉 日本潤滑学会 （現・日本トライボロジー学会）会長 トライボロジーゴールドメダル（1987年）
- 村田克己 - 政治学者 大東文化大学名誉教授・法学部教授・経済学部教授 学校法人大東文化大学常務理事 陸軍大尉・光機関メンバー（陸軍中野学校出身）・インパール作戦将校
- 井上茂 - 法哲学者 お茶の水女子大学学長・文教育学部長・名誉教授 日本法哲学会理事長 尾高朝雄門下
- 田原虎次 - 農業機械学者 東京農工大学名誉教授 日本大学農獣医学部教授
- 前田義信 - 交通経済学者 甲南大学経済学部長・教養部長・名誉教授 学校法人甲南学園理事
- 相見志郎 - 経済学者 同志社大学経済学部長・名誉教授
- 岩永健吉郎 - 政治学者 東京大学名誉教授・教養学部教授 高木八尺・岡義武門下
- 大島襄二 - 島嶼地理学者 関西学院大学名誉教授・文学部教授 帝塚山学院大学教授 太平洋学会会長 ニュージーランド学会会長
- 真鍋大覚 - 航空気象学者 九州大学工学部教授 日本地震雲研究会設立 「鍵真の法則」発見
- 上田誠之助 - 発酵工学者 九州大学名誉教授・農学部教授 紫綬褒章（1986年）
- 佐久間章 - 心理学者 九州大学名誉教授・文学部教授 駒澤大学文学部教授 佐久間鼎の長男
- 栖原寿郎 - 海洋工学者 九州大学名誉教授・応用力学研究所所長・工学部教授
- 妹尾泰利 - 機械工学者 九州大学名誉教授・生産科学研究所所長・教授 マサチューセッツ工科大学助教授 日本学士院賞（2003年） 紫綬褒章（1989年）
- 松垣裕 - 西洋史学者 熊本県立大学初代学長 熊本大学初代文学部長・名誉教授 熊本市教育委員長
- 志賀史光 - 陸水学者 大分大学学長・教育学部長・名誉教授
- 重松泰雄 - 日本近代文学者 九州大学名誉教授・文学部教授 福岡大学人文学部教授
- 不破敬一郎 - 化学者 東京大学名誉教授・理学部教授・農学部教授 国立環境研究所所長 日本分析センター会長 国際連合大学顧問 日本分析化学会会長
- 林周二 - 経営学者 東京大学名誉教授・教養学部教授 静岡県立大学経営情報学部初代学部長・名誉教授 明治学院大学経済学部教授
- 長谷川修 - 原子力工学者 九州大学工学部長・名誉教授 久留米工業大学学長 久留米工業高等専門学校校長 日本伝熱学会会長
- 佐藤次彦 - 溶接工学者 大阪工業大学学長・名誉教授
- 杉瀬祐 - 神学者 牧師 同志社大学神学部教授 同志社女子大学教授 神戸女学院大学教授
- 藤永茂 - 量子化学者 アルバータ大学名誉教授・理学部教授 九州大学理学部教授
- 田中英夫 - 法学者（英米法） 東京大学法学部長・名誉教授 成蹊大学法学部教授
- 島津康男 - 環境学者 名古屋大学名誉教授・理学部教授 環境アセスメント学会初代会長
- 塚本学 - 日本史学者 民俗学者 国立歴史民俗博物館名誉教授 信州大学人文学部教授
- 和田光史 - 土壌学者 九州大学総長・農学部長・名誉教授 長崎国際大学初代学長 日本土壌肥料学会会長 日本学士院会員
- 髙松康生 - 流体工学者 九州大学工学部長・名誉教授 久留米工業大学学長 有明工業高等専門学校校長
- 和栗雄太郎 - 熱工学者 九州大学名誉教授・工学部教授
- 阿武聰信 - 構造化学者 九州大学名誉教授・教養学部教授 下関市立大学教授
- 岩橋徹 - 地質学者 静岡大学名誉教授・教育学部教授 静岡大学教育学部附属静岡小学校校長
- 中村昭之 - 心理学者 駒澤大学名誉教授・文学部教授 日本応用心理学会会長
- 菊池英夫 - 東洋史学者 中央大学名誉教授・文学部教授 北海道大学名誉教授・文学部教授 菊池勇夫の長男 菊池泰二、菊池光造、菊池高志の兄
- 藤田重次 - 統計物理学者 ニューヨーク州立大学バッファロー校名誉教授・物理学科教授
- 野村東太 - 建築計画学者 横浜国立大学学長・工学部長・名誉教授 ものつくり大学初代学長 全日本博物館学会会長
- 岡照雄 - 英文学者 京都大学文学部長・名誉教授 福岡女子大学学長
- 原田實 - 経営情報学者 九州大学名誉教授・経済学部教授 日本労務学会代表理事
- 秋山余思 - イタリア語学者 東京外国語大学外国語学部教授 イタリア学会会長 イタリア共和国功労勲章コンメンダトーレ
- 元木健 - 社会教育学者 大阪大学名誉教授・人間科学部教授
- 浅田寛厚 - 英文学者 青山学院大学名誉教授・文学部教授
- 西嶋有厚 - 西洋史学者 福岡大学名誉教授・文学部教授
- 古澤嘉生 - 教会音楽学者 西南学院大学神学部長・名誉教授
- 原田耕介 - 電気工学者 九州大学工学部長・名誉教授 崇城大学名誉教授 日本応用磁気学会（現・日本磁気学会）会長
- 川崎浹 - ロシア文学者 早稲田大学名誉教授・教育学部教授 文芸雑誌「同時代」編集委員
- 森恒夫 - 財政学者 甲南大学学長・経済学部長・名誉教授 学校法人甲南学園常任理事
- 新保満 - 社会学者 ウォータールー大学人文学部教授 日本女子大学人間社会学部教授
- 大内和臣 - 法学者（国際法） 中央大学法学部教授 西南学院大学法学部長・教授
- 柏木駿 - 法学者（経済法） 名城大学大学院法学研究科長・名誉教授
- 大隅和雄 - 歴史学者 思想史家 東京女子大学名誉教授・文理学部教授 日本思想史学会会長 大隅良典の兄
- 白石悌三 - 日本近世文学者 福岡大学人文学部長・名誉教授 立教大学名誉教授
- 山崎広明 - 経済史学者 東京大学名誉教授・社会科学研究所所長 埼玉大学経済学部教授 東海学園大学名誉教授 経営史学会会長
- 柴垣和夫 - 経済学者 東京大学名誉教授・社会科学研究所教授 武蔵大学名誉教授・経済学部教授 経済理論学会代表幹事 全国大学高専教職員組合中央執行委員長
- 山藤馨 - 電子工学者 九州大学工学部長・名誉教授 福岡工業大学学長 有明工業高等専門学校校長
- 菊池泰二 - 海洋生物学者 九州大学名誉教授・理学部教授・理学部附属天草臨界実験所所長 九州ルーテル学院大学人文学部教授 日本ベントス学会会長 菊池勇夫の二男
- 笠耐 - 物理学者 上智大学理工学部助教授 檀一雄の異父妹 高岩淡の妹
- 毛利健三 - 経済史学者 東京大学名誉教授・社会科学研究所教授 専修大学経済学部教授
- 興膳宏 - 中国文学者 京都大学文学部長・文学研究科長・名誉教授 京都国立博物館館長 東方学会理事長 日本中国学会理事長 六朝学術学会会長 日本学士院会員 日本学士院賞（2013年） 文化功労者（2019年）
- 菊池光造 - 経済学者 京都大学経済学部長・経済学研究科長・名誉教授 菊池勇夫の三男
- 二神光次 - 電気工学者 宮崎大学学長・工学部長・名誉教授 九州産業大学工学部教授
- 井上英明 - 比較文学者 明星大学日本文化学部長・名誉教授
- 伊藤昌司 - 法学者（民事法） 九州大学名誉教授・大学院法学研究院教授 同志社大学大学院司法研究科教授 大阪市立大学法学部教授
- 菊竹淳一 - 美術史学者 九州大学文学部長・名誉教授 九州産業大学芸術学部教授
- 高木誠 - 化学工学者 九州大学名誉教授・大学院工学研究院教授 福岡女子大学理事長兼学長 日本分析化学会会長
- 水崎博明 - ギリシャ哲学研究者 福岡大学名誉教授・人文学部教授
- 大園成夫 - 精密工学者 東京大学名誉教授・工学部教授 東京電機大学未来科学部初代学部長・名誉教授
- 柳川堯 - 統計数学者 九州大学名誉教授・大学院数理学研究院教授 久留米大学バイオ統計センター教授 応用統計学会会長 日本計量生物学会会長
- 瀧山龍三 - 知能情報学者 九州芸術工科大学（現・九州大学芸術工学部）学長・教授 長崎総合科学大学学長・情報学部長・教授
- 竹中淑子 - 数学者 慶應義塾大学名誉教授・経済学部教授 北川敏男の二女 北川源四郎の姉
- 島田允堯 - 鉱物学者 九州大学名誉教授・理学部教授
- 井上雅弘 - 流体工学者 九州大学名誉教授・工学部教授 佐世保工業高等専門学校校長 精華女子短期大学学長 ターボ機械協会会長
- 橋口公一 - 農業工学者 九州大学名誉教授・農学部教授
- 菊池高志 - 法学者（労働法） 九州大学法学部長・名誉教授 西南学院大学法学部長・名誉教授 菊池勇夫の四男
- 三井誠 - 法学者（刑事訴訟法） 神戸大学名誉教授・大学院法学研究科教授 同志社大学法科大学院教授 司法試験考査委員（刑事訴訟法）
- 雨宮真人 - 知能情報学者 九州大学名誉教授・大学院総合理工学研究科教授 電子情報通信学会副会長
- 松田博 - 社会思想史学者 立命館大学名誉教授・産業社会学部教授
- 勝木元也 - 分子生物学者 自然科学研究機構基礎生物学研究所所長・名誉教授 東京大学医科学研究所教授 九州大学生体防御医学研究所教授 東海大学医学部教授 総合研究大学院大学名誉教授 勝木司馬之助の長男
- 小島朋之 - 政治学者 慶應義塾大学総合政策学部長・教授 霞山会理事 アジア政経学会理事長
- 椎葉大和 - 建築学者 福岡大学名誉教授・工学部教授
- 筒井哲夫 - 応用化学者 九州大学大学院総合理工学研究院長・名誉教授 紫綬褒章（2009年）
- 田中素香 - 経済学者 東北大学名誉教授・大学院経済学研究科教授 中央大学経済学部教授 世界経済研究協会理事長 日本EU学会理事長 日本国際経済学会会長
- 小野寺龍太 - 材料工学者 九州大学名誉教授・工学部教授 日本近代史研究家 小野寺直助の孫
- 村瀬哲司 - 経済学者 京都大学名誉教授・国際交流センター教授 龍谷大学経済学部教授
- 井上孝代 - 心理学者 明治学院大学副学長・心理学部長・名誉教授
- 土肥直美 - 形質人類学者 琉球大学医学部准教授 白保竿根田原洞穴遺跡研究代表
- 後藤晃 - 経済学者 東京大学名誉教授・先端経済工学研究センター長・大学院工学系研究科教授 一橋大学経済学部教授・イノベーション研究センター教授 政策研究大学院大学教授 成蹊大学経済学部教授 公正取引委員会委員
- 速水洋 - 流体工学者 九州大学名誉教授・大学院総合理工学研究院教授
- 田村幸雄 - 風工学者 東京工芸大学名誉教授・工学部教授 重慶大学建築学部教授 国際風工学会会長 日本風工学会会長 中国工程院外籍院士
- 田島信元 - 心理学者 東京外国語大学名誉教授・外国語学部教授 白百合女子大学文学部教授
- 近藤重克 - 国際政治学者 防衛庁（現・防衛省）防衛研究所統括研究官 日本安全保障・危機管理学会理事
- 東島清 - 素粒子物理学者 大阪大学理事・副学長・理学部長・理学研究科長・名誉教授 京都大学監事
- 井上研三 - 素粒子物理学者 九州大学名誉教授・大学院理学研究院教授 京都大学基礎物理学研究所教授 仁科記念賞（1999年）
- 大野克嗣 - 理論物理学者 イリノイ大学物理学科教授・ゲノム生物学研究所教授
- 古賀勝次郎 - 経済学者 早稲田大学名誉教授・政治経済学術院教授
- 佐竹正夫 - 環境経済学者 東北大学名誉教授・大学院環境科学研究科教授 小樽商科大学商学部教授
- 秋葉裕一 - ドイツ文学者 演劇研究家 早稲田大学名誉教授・理工学術院教授
- 北川源四郎 - 数理統計学者 情報・システム研究機構長 統計数理研究所所長・名誉教授 総合研究大学院大学名誉教授 日本統計学会会長 北川敏男の長男
- 古川明徳 - 流体工学者 九州大学名誉教授・大学院工学研究院教授 大分工業高等専門学校校長 ターボ機械協会会長
- 瀬尾育弐 - 医用画像工学者 駒澤大学医療健康科学部長・名誉教授 学校法人駒澤大学理事 東芝メディカルシステムズ超音波開発部主幹 日本心霊科学協会理事長 紫綬褒章（2005年）
- 植木とみ子 - 法学者（家族法）長崎大学教育学部助教授 福岡市教育長 福岡市総合図書館館長
- 野田進 - 法学者（労働法） 九州大学副学長・法科大学院院長・名誉教授
- 杉万俊夫 - 社会心理学者 京都大学理事・副学長・総合人間学部長・人間環境学研究科長・名誉教授 九州産業大学理事・人間科学部長・教授 日本グループ・ダイナミックス学会会長
- 井尻秀憲 - 国際関係学者 東京外国語大学名誉教授・外国語学部教授
- 山下清海 - 地理学者 筑波大学名誉教授・大学院生命環境科学研究科教授 秋田大学教育学部教授 東洋大学国際地域学部教授 立正大学地球環境科学部教授 日本華僑華人学会会長
- 山下公子 - ドイツ文学者 早稲田大学名誉教授・人間科学部教授
- 梁木靖弘 - 演劇学者 九州大谷短期大学教授
- 西村幸夫 - 都市工学者 東京大学副学長・名誉教授・先端科学技術研究センター所長 國學院大學観光まちづくり学部初代学部長・新学部設置準備室長・教授 神戸芸術工科大学大学院芸術工学研究機構長・教授 産業遺産活用委員会座長 国際記念物遺跡会議（ICOMOS）副会長 日本イコモス国内委員会委員長 自治体学会理事長
- 永綱憲悟 - ロシア政治学者 亜細亜大学学長・国際関係学部長・教授 学校法人亜細亜大学理事
- 原口尚彰 - 聖書学者 フェリス女学院大学国際交流学部教授 東北学院大学文学部教授
- 糸瀬茂 - エコノミスト 宮城大学事業構想学部教授
- 荒木啓二郎 - 計算機科学者 九州大学大学院システム情報科学研究院長・名誉教授 熊本高等専門学校校長
- 下村政嗣 - 有機合成化学者 東北大学名誉教授・多元物質科学研究所教授 北海道大学名誉教授・電子科学研究所教授 公立千歳科学技術大学理工学部教授
- 脇山真治 - 映像芸術学者 九州大学名誉教授・大学院芸術工学研究院教授
- 馬場正昭 - 物理化学者 京都大学名誉教授・大学院理学研究科教授
- 津﨑兼彰 - 材料工学者 九州大学名誉教授・大学院工学研究院教授 物質・材料研究機構フェロー・元素戦略センター長
- 築地徹浩 - 流体工学者 上智大学理工学部長・名誉教授 日本フルードパワーシステム学会会長
- 伊藤康一郎 - 法学者（刑事政策） 中央大学法学部教授
- 三宅晶子 - ドイツ文学者 千葉大学名誉教授・教養部教授
- 乙藤岳志 - 情報通信工学者 東北学院大学教養学部教授
- 柳与志夫 - 図書館情報学者 国立国会図書館電子情報部司書監 東京大学大学院情報学環・学際情報学府特任教授
- 高原淳 - 高分子化学者 九州大学先導物質化学研究所教授 高分子学会会長
- 高西淳夫 - ロボット工学者 早稲田大学理工学術院教授 日本ロボット学会会長 ロボット産業振興会議副会長
- 高松洋 - 熱工学者 九州大学副学長・工学部長・大学院工学研究院長・教授 熊本高等専門学校校長
- 古川雅人 - 流体工学者 九州大学大学院工学研究院教授
- 半田剣一 - 計算機科学者 産業技術総合研究所主任研究員
- 下田正弘 - インド哲学者 仏教学者 東京大学大学院人文社会系研究科教授 SAT大蔵経テキストデータベース研究会代表委員 日本印度学仏教学会理事長 タイ王国仏教功労賞・最高賞（2011年）
- 松尾太加志 - 心理学者 北九州市立大学副理事長・学長・文学部長・教授
- 栗原考次 - 計算機統計学者 岡山大学副学長・環境理工学部長・教授 京都女子大学データサイエンス学部初代学部長・教授
- 柴田友厚 - 経営学者 東北大学名誉教授・大学院経済学研究科教授 学習院大学国際社会科学部教授
- 樽見弘紀 - 政治学者 北海学園大学法学部長・名誉教授 北海学園大学開発研究所所長 放送作家
- 牧角悦子 - 中国文学者 二松學舍大学文学部長・教授 東アジア文化交渉学会会長
- 荒木尚志 - 法学者（労働法）東京大学名誉教授・大学院法学政治学研究科教授 中央労働委員会会長
- 井関俊夫 - 海洋工学者 東京海洋大学学長・海洋工学部長・教授
- 鹿野菜穂子 - 法学者（民事法） 慶應義塾大学名誉教授・大学院法務研究科教授 立命館大学法学部教授
- 古田雅憲 - 国文学者 西南学院大学人間科学部教授
- 松尾泰 - 素粒子物理学者 東京大学大学院理学系研究科教授
- 後藤和彦 - アメリカ文学者 東京大学大学院人文社会系研究科教授 立教大学文学部教授
- 榊泰輔 - ロボット工学者 九州産業大学学長・理工学部教授
- 田邊宏康 - 法学者（有価証券法） 専修大学法学部長・教授
- 佐藤英明 - 法学者（租税法） 慶應義塾大学大学院法務研究科教授 神戸大学名誉教授・大学院法学研究科教授 租税法学会理事長
- 鈴木智美 - 日本語教育学者 東京外国語大学国際日本学研究院教授・留学生日本語教育センター教授
- 菅聡子 - 日本近代文学者 お茶の水女子大学文教育学部教授
- 力久昌幸 - 政治学者 同志社大学法学部長・法学研究科長・教授 北九州市立大学法学部教授
- 諸富祥彦 - 心理学者 明治大学文学部教授 日本トランスパーソナル学会会長
- 佐藤和哉 - 英文学者 日本女子大学文学部長・教授
- 日垣秀彦 - 医用生体工学者 九州産業大学大学院工学研究科長・生命科学部教授
- 有村博紀 - 知能情報学者 北海道大学大学院情報科学研究院教授
- 岡田哲二 - 生物物理学者 学習院大学理学部教授
- 五斗進 - 生命情報科学者 情報・システム研究機構データサイエンス共同利用基盤施設副センター長・教授 ライフサイエンス統合データベースセンター（DBCLS）教授 京都大学化学研究所准教授 日本バイオインフォマティクス学会会長
- 河野一隆 - 考古学者 東京国立博物館学芸研究部部長 九州国立博物館学芸部部長
- 左三川(笛田)郁子 - エコノミスト 経済学者 日本経済研究センター研究本部金融研究室長・首席研究員 一橋大学経済研究所准教授
- 村田勝幸 - 歴史学者（アメリカ史） 北海道大学大学院文学研究院・教授
- 原田研介 - ロボット工学者 大阪大学大学院基礎工学研究科教授
- 内田交謹 - 経済学者 早稲田大学大学院経営管理研究科教授 九州大学大学院経済学研究院教授
- 肥山詠美子 - 理論物理学者 東北大学大学院理学研究科教授 九州大学大学院理学研究院教授 理化学研究所仁科加速器科学研究センター室長 第33回猿橋賞（2013年） 第21回西宮湯川記念賞（2006年）
- 施光恒 - 政治学者 九州大学大学院比較社会文化研究院教授
- 梅野太輔 - 進化分子工学者 早稲田大学先進理工学部教授 千葉大学大学院工学研究院教授
- 蒲池みゆき - 認知心理学者 工学院大学副学長・情報学部長・教授
- 眞銅雅子 - プラズマ科学者 大阪工業大学工学部准教授
- 馬奈木俊介 - 都市計画学者 九州大学大学院工学研究院主幹教授・都市研究センター長
- 井上真里 - 経営学者 中央大学商学部教授
- 合山林太郎 - 漢文学者 慶應義塾大学文学部教授

### 医学界
- 武谷水城 - 陸軍軍医監 第1師団・第2師団・第12師団軍医部長 福岡藩医武谷祐之の子息（養嫡子） 福岡藩御目見医武谷元立の孫 森鴎外の親友
- 藤田秀太郎 - 岡山医科大学（岡山大学医学部の前身）初代学長・教授（眼科学） 台湾総督府医学校教授
- 武谷廣 - 九州帝国大学医学部名誉教授（内科学） 武谷水城の子息（養嫡子）
- 吉田貞雄 - 大阪帝国大学医学部名誉教授（寄生虫学） 大阪大学微生物病研究所名誉教授 Sigma Xi（米国科学研究名誉協会）会員
- 池田隆徳 - 東京女子医学専門学校（現・東京女子医科大学）教授（精神医学） 巣鴨保養院院長 呉秀三門下 島田清次郎主治医
- 緒方大象 - 九州帝国大学医学部教授（生理学） 九州大学医学部名誉教授 長崎医科大学教授 緒方竹虎の兄
- 緒方龍 - 在外同胞援護会救療部聖福病院初代院長 緒方竹虎の弟
- 王丸勇 - 久留米大学医学部長・名誉教授（精神医学） 日本精神神経学会会長 日本精神分析学会会長
- 古森善五郎 - ドイツ陸軍軍医少佐 久留米大学医学部教授（外科学） 玄洋社社員
- 三宅博 - 九州大学医学部名誉教授（消化器外科学） 九州大学医学部附属病院院長 岡山医科大学教授 長崎医科大学教授 武田医学賞（1971年） 三宅速の長男
- 清澤又四郎 - 日本医師会副会長 第8代福岡県医師会会長 第12代福岡市医師会会長
- 八田秋 - 九州帝国大学温泉治療学研究所教授（温泉治療学） 九州大学医学部名誉教授・温泉治療学研究所所長 九州大学医学部附属病院院長 日本温泉科学会会長
- 高木健太郎 - 名古屋大学医学部長・名誉教授（生理学） 名古屋市立大学学長・名誉教授 新潟大学医学部教授 参議院議員 全日本鍼灸学会初代会長 紫綬褒章（1974年） 高木繁の長男 下山順一郎の孫
- 野上寿 - 東京大学薬学部長・名誉教授（製剤学） 東京大学医学部附属病院薬局長・教授 大阪帝国大学医学部附属医院薬局長 日本薬史学会会長
- 陣内傳之助 - 大阪大学医学部名誉教授（外科学） 近畿大学医学部名誉教授 近畿大学医学部附属病院初代院長 岡山医科大学教授 日本肝移植学会初代会長・名誉⁬会長 日本癌治療学会名誉会長 胃癌研究会（現・日本胃癌学会）設立
- 大平昌彦 - 岡山大学医学部名誉教授（公衆衛生学） 日本公衆衛生学会理事長
- 平川正輝 - 九州歯科大学学長・名誉教授（口腔外科学） 高場乱の曽孫
- 白木博次 - 東京大学医学部長・名誉教授（神経病理学） 日本神経病理学会初代理事長 国際神経病理学会名誉会長 白木正博の二男
- 合屋長英 - 九州大学医学部名誉教授（小児科学） 九州大学医学部附属病院院長 福岡市立こども病院・感染症センター（現・福岡市立こども病院）初代院長
- 濱清 - 東京大学医学部名誉教授・医科学研究所教授（神経解剖学） 岡崎国立共同研究機構長・名誉教授 総合研究大学院大学名誉教授 大阪大学医学部教授 広島大学医学部教授 早稲田大学人間科学部教授 日本顕微鏡学会会長 日本学士院会員 日本学士院賞（1996年） 紫綬褒章（1986年）
- 久田太郎 - 神奈川歯科大学学長・名誉教授（口腔病理学） 学校法人神奈川歯科大学理事長
- 緒方道彦 - 九州大学医学部名誉教授（生理学） 久留米大学附設中学校・高等学校校長（後・名誉校長） 緒方大象の長男 緒方竹虎の甥
- 遠城寺宗知 - 九州大学医学部名誉教授（病理学） 鹿児島大学医学部教授 福岡対がん協会名誉会長 日本癌学会名誉会員 遠城寺宗徳の長男
- 石井洋一 - 九州大学医学部名誉教授（寄生虫学）
- 菊池昌弘 - 福岡大学副学長・医学部長・名誉教授（血液病理学） 福岡大学病院院長 菊池病（組織球性壊死性リンパ節炎）発見者
- 福田健夫 - 鹿児島大学医学部長・名誉教授（薬理学） 鹿児島純心女子大学副学長
- 藤島正敏 - 九州大学医学部名誉教授（内科学）
- 川﨑晃一 - 九州大学医学部名誉教授（内科学）
- 山上敏子 - 久留米大学名誉教授（精神医学） 国立肥前療養所臨床研究部長
- 福井仁士 - 九州大学医学部名誉教授（脳神経外科学） 佐世保共済病院院長
- 柴崎浩 - 京都大学医学部名誉教授（神経内科学） 日本臨床神経生理学会理事長
- 笹月健彦 - 九州大学医学部名誉教授・高等研究院特別主幹教授（免疫遺伝学） 東京医科歯科大学難治疾患研究所教授 国立国際医療研究センター名誉総長 日本免疫学会会長 日本学士院会員 武田医学賞（2001年） 持田記念学術賞（1984年） 紫綬褒章（2002年）
- 横倉義武 - 第68代世界医師会会長 第19代日本医師会会長・名誉会長 第15代福岡県医師会会長 日本会議代表委員 旭日大綬章（2021年）
- 友池仁暢 - 国立循環器病研究センター病院長 榊原記念病院院長 NTT物性科学基礎研究所リサーチプロフェッサ 山形大学医学部教授（循環器内科学）
- 兼松隆之 - 長崎大学医学部長・名誉教授（消化器外科学） 広島大学医学部教授 日本外科学会名誉会長 長崎市立病院機構理事長 長崎みなとメディカルセンター院長
- 光山正雄 - 京都大学医学部長・医学研究科長・名誉教授（細菌学） 新潟大学医学部教授 日本生体防御学会会長
- 前田秀一郎 - 山梨大学学長・医学部長・教授（人類遺伝学） 山梨科学アカデミー会長
- 廣田良夫 - 保健医療経営大学学長・教授（公衆衛生学） 大阪市立大学医学部名誉教授
- 石橋達朗 - 九州大学総長・大学院医学研究院教授（眼科学） 九州大学病院院長 日本眼科学会理事長 日本網膜硝子体学会理事長
- 出雲正剛 - ハーバード大学医学部教授（内科学） ミシガン大学医学部教授 武田薬品工業再生医療ユニットグローバルヘッド ギリアド・サイエンシズ副社長 ノバルティスBioMedical Research社副社長
- 吉開泰信 - 九州大学副学長・生体防御医学研究所所長・名誉教授・大学院医学研究院教授（細菌学） 名古屋大学大学院医学研究科教授
- 柿木隆介 - 自然科学研究機構生理学研究所名誉教授（神経内科学） 総合研究大学院大学名誉教授
- 花田信弘 - 鶴見大学歯学部教授（社会系歯学） 国立感染症研究所口腔科学部長
- 光冨徹哉 - 近畿大学医学部教授（呼吸器外科学） 世界肺癌学会理事長 日本肺癌学会理事長
- 佐々木裕之 - 九州大学副学長・高等研究院長・生体防御医学研究所所長・特別主幹教授・名誉教授（人類遺伝学） 国立遺伝学研究所教授  紫綬褒章（2015年）
- 鱒見進一 - 九州歯科大学副理事長・副学長・歯学部教授（歯科補綴学） 九州歯科大学附属病院院長 日本顎関節学会理事長 日本顎顔面補綴学会理事長
- 伊藤隆司 - 九州大学大学院医学研究院教授（分子生物学） 東京大学名誉教授・大学院理学系研究科教授

### 法曹界
- 山内確三郎 - 裁判官 司法次官 東京控訴院（現・東京高等裁判所）院長 大審院（現・最高裁判所）検事 衆議院議員 日本大学法文学部教授
- 中上友三郎 - 裁判官 台湾総督府法院高等法院・覆審法院・台北地方法院判官 長崎控訴院（現・福岡高等裁判所）部長判事
- 大八木喬輔 - 陸軍法務官 第1師団・第17師団・台湾総督府・青島守備軍・第12師団軍法会議法務官
- 松本倭文雄 - 陸軍法務中将 関東軍法務部長
- 左座養傳 - 裁判官 関東庁高等法院判官
- 青木敬輔 - 裁判官 大阪控訴院（現・大阪高等裁判所）判事
- 江上緑輔 - 検察官 朝鮮総督府大田地方法院検事正・清津地方法院検事正
- 石井平雄 - 裁判官 大阪控訴院判事
- 宮井親造 - 検察官 朝鮮総督府咸興地方法院検事正・光州地方法院検事正・新義州地方法院検事正・大田地方法院検事正
- 石橋鞆次郎 - 裁判官 鹿児島地方裁判所所長 佐賀地方裁判所所長 福岡高等裁判所判事
- 石田寿 - 裁判官 高松高等裁判所長官 京都地方裁判所所長 長崎地方裁判所所長 東京控訴院判事 廣田弘毅首相秘書官
- 柴田健太郎 - 裁判官 新京高等法院次長 満洲国最高法院審判官 東京控訴院判事 新京法政大学学長
- 小野謙次郎 - 裁判官 名古屋高等裁判所長官 札幌高等裁判所長官 福岡地方裁判所所長 鹿児島地方裁判所所長 山形地方裁判所所長 長崎控訴院部長判事
- 内海十楼 - 裁判官 東京高等裁判所判事 仙台地方裁判所所長 秋田地方裁判所所長 東京控訴院判事
- 和智龍一 - 弁護士 日本弁護士連合会副会長 九州弁護士会連合会理事長 福岡県弁護士会会長
- 熊谷尚之 - 弁護士 日本弁護士連合会副会長 大阪弁護士会会長
- 吉井直昭 - 裁判官 東京高等裁判所部総括判事 最高裁判所上席調査官 日本公証人連合会会長
- 西嶋勝彦 - 弁護士 日本弁護士連合会常務理事 東京弁護士会副会長 袴田事件弁護団長
- 高木佳子 - 弁護士 日本弁護士連合会副会長 第二東京弁護士会会長
- 草野芳郎 - 裁判官 広島高等裁判所部総括判事 鹿児島地方裁判所所長 学習院大学法学部兼法科大学院教授
- 吉戒修一 - 裁判官 東京高等裁判所長官 大阪高等裁判所長官 東京地方裁判所所長
- 榎下義康 - 裁判官 福岡家庭裁判所所長 長崎地方裁判所所長 福岡地方裁判所部総括判事
- 木村元昭 - 裁判官 福岡地方裁判所所長 福岡高等裁判所部総括判事 那覇地方裁判所所長
- 上野友慈 - 検察官 大阪高等検察庁検事長 札幌高等検察庁検事長 大阪地方検察庁検事正 最高検察庁公安部長・検事 那覇地方検察庁検事正
- 瀬戸毅 - 検察官 高松高等検察庁検事長 法務総合研究所所長 広島地方検察庁検事正 徳島地方検察庁検事正
- 佐久間佳枝 - 検察官 最高検察庁検事 山形地方検察庁検事正 東京高等検察庁総務部長 司法試験委員会委員
- 安東章 - 裁判官 千葉地方裁判所所長 東京高等裁判所部総括判事 甲府地方裁判所所長 最高裁判所刑事局長
- 山﨑耕史 - 検察官 神戸地方検察庁検事正 最高検察庁検事 長野地方検察庁検事正 青森地方検察庁検事正
- 末冨純子 - 弁護士 ニューヨーク州弁護士 Baker McKenzie所属 司法試験考査委員

### 教育者
- 川口虎雄 - 広島高等工業学校（広島大学工学部の前身）初代校長・名誉教授 熊本高等工業学校（熊本大学工学部の前身）第2代校長
- 白壁傑次郎 - 第五高等学校名誉教授 陸軍教授 化学者
- 水月哲英 - 筑紫高等女学校（現・筑紫女学園）創立者・初代校長
- 八波則吉 - 第五高等学校名誉教授 第四高等学校教授 国文学者 国語教育学者 作詞家
- 古林喜代太 - 島根県商業学校校長 久留米商業学校校長 衆議院議員
- 貝原良介 - 学習院教授 物理学者
- 水月文英 - 学校法人筑紫女学園理事長・高校校長 水月哲英の養子
- 徳重伍介 - 大連高等商業学校校長 満洲国立大学哈爾濱学院教授 山口高等商業学校教授
- 古坂嵓城 - 学校法人青山学院理事長・院長（大学法学部を設立） 青山学院大学学長・商学部長・教授 学校法人東洋英和女学院理事長
- 釜瀬冨士雄 - 学校法人九州学園理事長 福岡女子短期大学創設者・初代学長 久留米大学商学部教授 旧制松本高等学校教授 釜瀬新平（九州学園創立者・初代校長）の長男
- 大島孝一 - 学校法人女子学院院長 女子学院中学校・高等学校校長 平和運動家 日本戦没学生記念会常任理事 キリスト者政治連盟委員長
- 中村久雄 - 学校法人中村学園理事長 福岡県私学協会会長 中村ハル（中村学園創設者）の甥・養子
- 福田敏南 - 学校法人純真学園理事長 福田昌子（純真女子学園（現・純真学園）創立者・初代理事長）の弟
- 末永直行 - 学校法人福岡大学理事長 九州交響楽団常務理事 レジオンドヌール勲章オフィシエ（2007年） フランス共和国国家功労勲章コマンドゥール（2000年）末永敏毅（福岡高等商業学校（現・福岡大学）理事長）の長男
- 筒井勝美 - 進学塾英進館創立者・館長・会長
- 神代正道 - 学校法人久留米大学理事長 久留米大学医学部長・名誉教授（人体病理学）
- 一ノ瀬秋久 - 学校法人中村産業学園（九州産業大学）理事長 九州電力常務取締役
- 十時忠秀 - 学校法人福岡女学院理事長 福岡女学院看護大学学長 佐賀大学理事・副学長・医学部名誉教授（麻酔科学） 佐賀大学医学部附属病院院長 佐賀県医療センター好生館理事長 佐賀国際重粒子線がん治療財団（サガハイマット）初代理事長
- 辻正矩 - 箕面こどもの森学園学園長・代表理事 大阪工業大学名誉教授・工学部教授（建築計画学）
- 新田光之助 - 学校法人筑陽学園理事長 筑陽学園中学校・高等学校校長 福岡県私学協会会長 新田ミツ（筑陽学園創立者・初代校長）の孫
- 中村量一 - 学校法人中村学園理事長 中村久雄の長男
- 徳野光博 - 学校法人東福岡学園理事長 徳野常道（東福岡学園創立者・初代理事長）の長男
- 馬場敬之 - 数学教育家 マセマ出版社社長

### 軍事・防衛
- 明石元二郎 - 陸軍大将 第7代台湾総督 台湾軍初代司令官 第6師団長 男爵 杉森久英小説「錆びたサーベル」主人公
- 木原仙八 - 陸軍中将 第1師団司令部附 近衛歩兵第2旅団長
- 竹内栄喜 - 陸軍少将 近衛師団参謀長 歩兵第39旅団長
- 安永東之助 - 満洲義軍隊員 玄洋社社員
- 香椎秀一 - 陸軍中将 由良要塞司令官 関東軍高級参謀 香椎浩平の兄
- 原口初太郎 - 陸軍中将 第5師団長 陸軍砲工学校長 参謀本部欧米課長 ワシントン会議随員 立憲政友会総務 衆議院議員 貴族院議員 玄洋社社員
- 桜井源之助 - 陸軍少将 鎮海湾要塞司令官
- 鳥巣玉樹 - 海軍中将 佐世保鎮守府司令長官 舞鶴要港部司令官 海軍兵学校校長 横須賀鎮守府参謀長 装甲巡洋艦八雲艦長 軍令部参謀兼陸軍参謀本部員 日本海海戦幹部（第1戦隊参謀） 伏見宮家別当
- 後藤兼三 - 海軍少将 海軍省機関局第1課長 第二水雷戦隊機関長 戦艦安芸機関長 日本海海戦幹部（戦艦三笠分隊長）
- 和田秀来 - 陸軍少将 津軽要塞司令官
- 藤吉晙 - 海軍中将 第1戦隊司令官 第1潜水戦隊司令官 佐世保鎮守府参謀長 装甲巡洋艦浅間艦長 日本海海戦幹部（一等巡洋艦浅間乗組）
- 宮成勝哉 - 陸軍少将
- 平山繁 - 陸軍少将 佐世保要塞司令官 野戦重砲兵第1旅団長
- 手塚省三 - 陸軍少将 壱岐要塞司令官 佐世保要塞司令官 満洲国立大学哈爾濱学院院長 福岡縣護國神社宮司
- 竹田六吉 - 海軍少将 第三一海軍航空隊司令 空母鳳翔艦長
- 的野憲三郎 - 陸軍少将 独立混成第9旅団長
- 鈴木菊次郎 - 満洲国陸軍少将 第一軍管区司令部附 奉天第一教導隊長（ノモンハン事件参戦）
- 中尾小六 - 陸軍少将 独立混成第84旅団長 歩兵第72連隊長（ノモンハン事件参戦）
- 吉村武雄 - 海軍主計少将 佐世保経理部長兼佐世保鎮守府主計長 呉経理部長兼呉鎮守府主計長 第2艦隊主計長
- 伴健雄 - 陸軍中将 第34師団長  重砲兵学校長 鎮海湾要塞司令官
- 服部尚志 - 陸軍少将 独立混成第34旅団長
- 渡辺清七 - 海軍少将 第104戦隊司令官 海軍気象部長 呉防備戦隊司令官 重巡洋艦鳥海艦長（マレー作戦参戦）
- 木寺寛爾 - 海軍主計少将 横須賀海軍工廠会計部長 第2艦隊主計長
- 馬奈木敬信 - 陸軍中将 第2師団長 第37軍参謀長 第25軍参謀副長（マレー作戦、シンガポールの戦い参戦）
- 長勇 - 陸軍中将 第32軍参謀長
- 原田義和 - 陸軍中将 奉天特務機関長 大本営参謀 第27師団参謀長
- 篠田勝清 - 海軍中将 戦艦山城艦長（レイテ沖海戦参戦・戦死） 軽巡洋艦大淀艦長 軽巡洋艦長良艦長
- 吉村真武 - 海軍大佐 戦艦榛名艦長 軽巡洋艦矢矧艦長（レイテ沖海戦参戦） 第10駆逐隊司令 軽巡洋艦龍田艦長 第27駆逐隊司令（ミッドウェー海戦参戦）
- 桜井徳太郎 - 陸軍少将 第212師団長 ビルマ国民軍軍事顧問部長 陸軍中野学校教官
- 戸波宗道 - 陸軍少将 南方軍航空技術部員
- 大蔵栄一 - 陸軍大尉 二・二六事件当時の革新派青年将校の中心的人物
- 岡部健二 - 海軍少尉 零戦パイロット（真珠湾攻撃・珊瑚海海戦・レイテ沖海戦参戦）
- 塚本政登士 - 陸将 陸上自衛隊北部方面総監・富士学校校長・第8師団長 陸軍砲兵中佐
- 竹田五郎 - 空将 第12代統合幕僚会議議長 第14代航空幕僚長 航空自衛隊航空総隊司令官・北部航空方面隊司令官 陸軍大尉 川崎重工業顧問
- 佐藤守 - 空将 航空自衛隊南西航空混成団司令・第4航空団司令・第3航空団司令 軍事評論家 平河総合戦略研究所理事
- 野中光男 - 陸将 第2代防衛庁情報本部長 陸上自衛隊東北方面総監 三菱商事顧問 日本地雷処理を支援する会理事長
- 用田和仁 - 陸将 陸上自衛隊西部方面総監・第7師団長 三菱重工業顧問
- 立花尊顯 - 陸将補 第4代自衛隊情報保全隊司令

### 技術者
- 林遠里 - 農事改良家 勧農社創設者
- 三根正亮 - 電気技術者 大同電力常務取締役 島津製作所蓄電池部技師長 鉄道院技師 東京電力(旧)技師長
- 山路魁太郎 - 土木技術者 関東都督府民政部土木課長 南満洲鉄道（満鉄）築港事務所長
- 岸原重治 - 電気技術者 官営八幡製鐵所動力部長 昭和製鋼所取締役
- 有田延 - 造船技術者 海軍造船少将 海軍技術研究所研究部初代造船班主任 筑摩型防護巡洋艦設計者
- 張忠一 - 鉄道技術者 鉄道大臣官房研究所第一科長
- 高宮元三郎 - 建築技術者 南満洲鉄道（満鉄）参事・大連工務事務所所長
- 今井博茂 - 造兵技術者 海軍造兵少将 佐世保海軍工廠造兵部長
- 今見昇 - 林業技術者 南洋興発取締役・技師 樺太庁林業課長・技師
- 吉次茂七郎 - 土木技術者 台湾総督府鉄道部技師 草嶺隧道建設工事監督（殉職）
- 是永雄 - 建築家 福岡県技師
- 遠藤永次郎 - 燃料技術者 陸軍技術少将 陸軍燃料技術研究所所長
- 篠原昌三 - 通信技術者 朝鮮放送協会理事・京城中央放送局（JODK）局長
- 前田建一 - グライダー研究家・製作者
- 足達左京 - 気象技術者 海軍技術中佐 海軍気象部研究員 風船爆弾開発メンバー
- 原田常雄 - 光源研究者 東京芝浦電気専務取締役・中央研究所長・マツダ研究所長・光学工業研究所長 東京帝国大学工学博士
- 住友彰 - 土木技術者 建設省九州地方建設局長・関門国道トンネル工事事務所長
- 蓑原敬 - 都市計画家 蓑原計画事務所代表
- 小椋正気 - 半導体技術者 IEEEモーリス・N・リーブマン記念賞（1996年）
- 藤村靖之 - 発明家 非電化工房代表
- 三嶋隆夫 - パティシエ 「フランス菓子16区」オーナーシェフ 洋菓子「ダックワーズ」考案者（1979年） 現代の名工（2007年）
- 井上友二 - 電子情報通信技術者 トヨタIT開発センター会長 日本電信電話取締役・最高技術責任者（CTO） 電子情報通信学会会長 情報通信技術委員会理事長
- 平山文則 - 建築家 NTTファシリティーズ都市建築デザイン部担当部長 岡山理科大学工学部教授 平山雅の父
- 安東直 - 建築家 久米設計上級担当役員設計本部プリンシパル（CDO）
- 工藤和美 - 建築家 シーラカンスK&H代表取締役 東洋大学理工学部教授
- 池田靖史 - 建築家 IKDS代表 慶應義塾大学大学院政策・メディア研究科教授 東京大学大学院工学系研究科特任教授
- 応地丘子 - ランドスケープアーキテクト Sasaki Assooiatesエグゼクティブオフィサー
- 松岡恭子 - 建築家 スピングラス・アーキテクツ主宰 東京電機大学未来科学部建築学科准教授
- 前村昌紀 - コンピュータネットワーク技術者 ICANN理事 APNIC理事 JPNIC理事・インターネット推進部長 DotAsia Organisation理事

### 芸術
- 吉田博 - 洋画家 版画家 太平洋画会（現・太平洋美術会）創立会員・会長 第2回・第3回文部省美術展覧会（日展の前身）最高賞（1908年、1909年）
- 和田三造 - 洋画家 帝国美術院（現・日本芸術院）会員 東京美術学校教授 第27回アカデミー賞衣裳デザイン賞（「地獄門」1954年） 文化功労者（1958年） 第1回・第2回文部省美術展覧会最高賞（1907年、1908年） 黒田清輝門下 玄洋社社員
- 平嶋信 - 洋画家 大連洋画研究所設立
- 梶原貫五 - 洋画家 光風会会員 黒田清輝・藤島武二門下 （中退）
- 光安浩行 - 洋画家 日展評議員 太平洋美術学校教授 示現会創立会員 中村不折門下
- 児島善三郎 - 洋画家 独立美術協会創立会員 二科賞（1922年）
- 中村研一 - 洋画家 日本芸術院会員 日展常務理事 帝国美術院賞（1930年） 朝日文化賞（1942年） 岡田三郎助門下
- 中村琢二 - 洋画家 日本芸術院会員 日本芸術院賞（1963年） 安井曾太郎門下 中村研一の弟
- 伊藤研之 - 洋画家 福岡文化連盟初代理事長 二科会会員 二科賞（1948年） 「ソシエテ・イルフ」メンバー
- 寺田竹雄 - 洋画家 日本芸術院会員 二科会常務理事 日本美術家連盟理事長 日本芸術院賞（1984年）
- 足達襄 - 洋画家 独立美術協会会員 福岡県美術協会会長 独立賞（1943年）
- 山田栄二 - 洋画家 独立美術協会会員 独立賞（1938年）
- 古川吉重 - 洋画家 独立賞（1949年）
- 水上泰生 - 日本画家 寺崎広業門下
- 矢野眞 - 仏画家 澁澤龍彦の義弟
- 坂口寛敏 - 抽象画家 インスタレーション作家 東京芸術大学美術学部絵画科名誉教授
- 安永良徳 - 彫刻家 福岡県美術協会理事長
- 滝一夫 - 陶芸家 佐賀大学教育学部美術科教授 日展北斗賞（1955年）
- 中村弘峰 - 博多人形師
- 須藤雅路 - 図案家 東京芸術大学美術学部図案科名誉教授 東海大学教授
- 許斐儀一郎 - 前衛写真家 「ソシエテ・イルフ」メンバー
- 榊晃弘 - 写真家 第34回日本写真協会年度賞（1984年） 第16回伊奈信男賞（1991年）
- 夢野久作（本名は杉山泰道） - 小説家 政治活動家杉山茂丸の長男
- 豊島与志雄 - 小説家 仏文学者 第三次「新思潮」刊行 日本芸術院会員 日本ペンクラブ幹事長 法政大学名誉教授・法文学部教授 明治大学文学部教授
- 梅崎春生 - 小説家 第32回直木賞（「ボロ家の春秋」1955年）
- 宇能鴻一郎（本名は鵜野広澄） - 小説家 第46回芥川賞（「鯨神」1962年）
- 鈴木結生 - 小説家 第172回芥川賞（「ゲーテはすべてを言った」2025年）
- 砂田弘 - 児童文学作家 日本児童文学者協会会長 第11回日本児童文学者協会賞（1971年）
- 泉甲二（本名は山田邦祐） - 歌人 美術評論家 歌誌「多磨」創刊同人 北原白秋門下
- 来嶋靖生 - 歌人 現代歌人協会理事 第10回日本歌人クラブ大賞（2019年） 第13回日本歌人クラブ賞（1986年） 第32回短歌研究賞（1996年）
- 河野静雲 - 俳人 時宗僧 俳誌「ホトトギス」同人 高浜虚子門下
- 棚橋陽吉(影草) - 俳人 俳誌「天の川」幹部同人 吉岡禅寺洞門下 九州帝国大学医学部教授
- 広渡敬雄 - 俳人 第58回角川俳句賞（2012年）
- 矢山哲治 - 詩人（夭逝）
- 各務章 - 詩人 福岡県立筑紫丘高等学校校長 九州女子高等学校（現・福岡大学附属若葉高等学校）校長
- 門田照子 - 詩人
- 小島日和 - 詩人 第26回中原中也賞（2021年）
- 小野衛 - 邦楽演奏家・作曲家 箏曲宮城流宗家 創明音楽会創立者・初代会長 宮城道雄門下・娘婿
- 荒谷俊治 - 指揮者 第4代日本指揮者協会会長 東京フィルハーモニー交響楽団指揮者 名古屋フィルハーモニー交響楽団常任指揮者
- 八尋和美 - 合唱指揮者 東京混声合唱団正指揮者・創立メンバー 東京芸術大学音楽学部声楽科講師（石丸幹二の師）
- 加藤優太 - クラシック・ギター奏者
- 広渡勲 - 舞台演出家 舞台監督 音楽プロデューサー 昭和音楽大学教授 フランス芸術文化勲章シュヴァリエ（2000年）
- 加野宗三郎 - パトロン 美術品収集家

### 文化
- 村岡素一郎 - 史論家 徳川家康影武者説提唱者 函館師範学校校長
- 葦津洗造 - 筥崎宮宮司 高良大社宮司 葦津珍彦の伯父
- 木下祝夫 - 香椎宮宮司 ドイツ語翻訳家 第13回日本翻訳文化賞（「KOJIKI」(古事記) 1976年） 宗像大社宮司木下伊都麿の弟
- 西高辻信良 - 太宰府天満宮宮司 竈門神社宮司 神社本庁常務理事 福岡県神社庁長 菅原道真の直系の子孫
- 塚本虎二 - キリスト教無教会主義伝道者 聖書学者 内村鑑三門下 農商務省参事官 齋藤秀雄の義兄
- 平井清 - 日本福音ルーテル教会牧師 九州女学院（現・ルーテル学院中学校・高等学校）院長 日本ルーテル神学専門学校（現・ルーテル学院大学）教授
- 西原明 - 日本基督教団島之内教会牧師
- 武藤叟(仁叟) - 臨済宗僧 巴里会幹事長 日本国際連合協会東京都本部常務理事
- 髙山良彦 - 天台宗僧 比叡山延暦寺一山戒光院住職・元三大師堂当執事
- 湯浅竜起 - PL教団理事・祐祖 PL学園校歌作詞者
- 中村天風 - 日本初のヨガ行者 天風会創始者 大佛次郎小説「鞍馬天狗」のモデル
- 寺田稲次郎 - 民族主義者 全日本愛国者団体会議顧問 北一輝門下
- 小阪修平 - 評論家（哲学・現代思想） 東大全共闘活動家
- 牧定忠 - 音楽評論家 名古屋芸術大学学長・名誉教授 名古屋フィルハーモニー交響楽団初代理事長 NHKヨーロッパ総局長 名古屋放送取締役
- 高城重躬 - オーディオ評論家 音楽評論家 都立南高校校長 都立深沢高校校長 第2回日本オーディオ協会賞（1991年）
- 田中幸人 - 美術評論家 熊本市現代美術館初代館長 埼玉県立近代美術館館長 毎日新聞編集委員
- 増井和子 - 料理研究家 ワイン研究家 チーズ研究家 ジャーナリスト 暮しの手帖パリ駐在員 フランス農事功労章シュヴァリエ（2009年）
- 杉山明日香 - ソムリエール ワイン研究家
- 菅忠道 - 児童文学研究家 日本児童文学者協会理事
- 栗山章 - 小説家 日本コロムビア音楽プロデューサー
- 永井義男 - 小説家 評論家 第6回開高健賞（「算学奇人伝」1997年）
- ハロラン芙美子 - ノンフィクション作家 第11回大宅壮一ノンフィクション賞（「ワシントンの町から」1980年）
- ブレイディみかこ - ライター 第16回新潮ドキュメント賞（「子どもたちの階級闘争」2017年） 第2回Yahoo!ニュース｜本屋大賞 ノンフィクション本大賞（「ぼくはイエローでホワイトで、ちょっとブルー」2019年）
- 西本健一郎 - 旅行作家 世界旅行者
- 川勝正幸 - 編集者 音楽や映画などサブカルチャーを守備範囲とするライター
- 米田智彦 - 編集者 文筆家 ライフハッカー[日本版]編集長
- 中村能三 - 翻訳家
- 小木曽絢子 - SF翻訳家
- 赤尾秀子 - 英米文学翻訳家
- 山本邦彦 - 映画監督 川島雄三門下
- 田中征爾 - 映画監督
- 民門敏雄 - 映画脚本家
- 大津一瑯 - 脚本家
- 入江信吾 - 脚本家
- 香月隆 - 放送作家 日本放送作家協会九州支部長
- 蔵本憲昭 - 電通映画プロデューサー・テレビプロデューサー
- 髙崎卓馬 - 電通クリエイティブディレクター・CMプランナー 脚本家
- 青野てる坊 - 漫画家
- 水町みゆ - 将棋女流棋士

### 芸能
- 八奈見乗児（本名：白土繁満） - 声優 ナレーター 東京アニメアワード第5回功労賞（2009年）
- 神田紅（本名：戸井田(樋口)和子） - 講談師 日本講談協会会長
- 林幸治郎 - ちんどん屋 ちんどん通信社代表 NHKドラマ「青空にちんどん」（1994年）のモデル
- 工藤礼子 - ソングライター ヴォーカリスト Maher Shalal Hash Bazメンバー 工藤冬里の妻
- 宇佐元恭一 - シンガーソングライター
- 光宗信吉 - 作曲家
- 松尾潔 - 音楽プロデューサー 作詞家 音楽ライター 第50回日本レコード大賞大賞（EXILE「Ti Amo」2008年） 第55回日本作詩大賞大賞（天童よしみ「帰郷」2022年）
- 西島和彦 - Youth Theatre Japan（YTJ）代表
- ひぐち君(髭男爵) - お笑い芸人
- 大西大輔 - 競技ダンサー
- 神崎ちろ（本名：吉村羽津美） - 声優
- 江﨑文武 - 音楽家 WONKメンバー millennium paradeメンバー
- わちみなみ - グラビアアイドル
- 井桁弘恵 - グラビアアイドル 女優 モデル 2013ミス・ティーン・ジャパン審査員特別賞（サマンサタバサ賞）（2012年）
- 春乃きいな - アイドル ばってん少女隊メンバー

### スポーツ

#### ラグビー
- 川津尚彦 - 慶應義塾大学・東邦電力選手 九州ラグビーフットボール協会創設メンバー・理事長・会長 日本ラグビーフットボール協会専務理事
- 山本(佐々倉)太郎 - 日本代表・慶應義塾大学選手 九州ラグビーフットボール協会創設メンバー
- 堀博俊 - 日本代表(主将)・早稲田大学(主将)（1948年度早稲田大学日本一メンバー）・三井化学選手
- 佐藤英彦 - 日本代表・早稲田大学(主将)・八幡製鐵（現・日本製鉄）選手
- 山崎靖彦 - 日本代表・早稲田大学・八幡製鐵選手
- 藤島勇一 - 早稲田大学選手(主将)・監督
- 平島正登 - 日本代表・慶應義塾大学・横河電機（現・横河武蔵野アトラスターズ）選手
- 結城昭康 - 日本代表選手 早稲田大学選手・監督
- 松瀬学 - 早稲田大学選手 スポーツライター 日本体育大学スポーツマネジメント学部教授・ラグビー部部長 ラグビーワールドカップ2019組織委員会広報戦略長
- 川嵜拓生 - 日本代表・同志社大学選手 九州電力キューデンヴォルテクス選手・監督
- 阿久根潤 - 日本代表・慶應義塾大学（1999年度慶應義塾大学日本一メンバー）・東京ガス選手
- 山本英児 - 日本代表・慶應義塾大学（1999年度慶應義塾大学日本一メンバー）・九州電力キューデンヴォルテクス選手
- 三角公志 - 早稲田大学・ヤマハ発動機ジュビロ（現・静岡ブルーレヴズ）選手
- 前田樹 - 日本ラグビーフットボール協会A級公認レフリー 青山学院大学選手
- 永富健太郎 - 同志社大学・キヤノンイーグルス（現・横浜キヤノンイーグルス）選手
- 下川甲嗣 - 日本代表（ラグビーワールドカップ2023出場メンバー）・早稲田大学（2019年度早稲田大学日本一メンバー）・東京サントリーサンゴリアス選手

#### 野球
- 菅野武雄 - 名古屋ドラゴンズ（現・中日ドラゴンズ）内野手
- 河野昭修 - 西鉄ライオンズ（現・埼玉西武ライオンズ）内野手・コーチ オールスターゲーム出場1回（1957年） 日本シリーズ出場3回（1956年、1957年、1958年）
- 水上靜哉 - 東映フライヤーズ（現・北海道日本ハムファイターズ）内野手 大阪タイガース（現・阪神タイガース）内野手
- 稲川誠 - 大洋ホエールズ投手・コーチ 横浜ベイスターズ（現・横浜DeNAベイスターズ）スカウト オールスターゲーム出場3回（1963年、1964年、1965年）
- 大野正隆 - パシフィック・リーグ審判員 オールスターゲーム出場5回（1968年、1970年、1975年、1979年、1983年） 日本シリーズ出場3回（1974年、1975年、1984年）
- 坂井保之 - プロ野球経営評論家 西武ライオンズ・福岡ダイエーホークス（現・福岡ソフトバンクホークス）球団代表

#### 柔道
- 宮川一貫 - 講道館最高幹部七段 早稲田大学柔道部師範兼講師 衆議院議員 玄洋社社員
- 竹村茂孝 - 1964年東京オリンピック柔道強化委員長 全日本柔道連盟副会長 九州柔道協会設立・会長
- 瀬戸勇次郎 - 2024年パリパラリンピック柔道男子73キロ級金メダリスト 2020年東京パラリンピック柔道男子66キロ級銅メダリスト 紫綬褒章（2024年）

#### その他
- 斎村五郎 - 剣道十段 警視庁名誉師範 国士舘大学名誉教授 「昭和の剣聖」の一人 内藤高治門下 紫綬褒章（1963年）
- 照山岩男 - 九州初のプロゴルファー ゴルフコース設計者 福井覚治門下
- 幸田栄三郎 - 第8回極東選手権競技大会（極東オリンピック）卓球単優勝者（1927年） 全日本卓球選手権大会優勝者（1928年、1929年、1931年）
- 佐藤賢吉 - バレーボール日本男子代表・昭和製鋼所選手 クラボウバレーボール部監督
- 葉室鐵夫 - 1936年ベルリンオリンピック男子200m平泳ぎ金メダリスト 国際水泳殿堂入り（1990年） 甲子園ボウル創設功労者
- 後藤敏博 - バスケットボール男子日本代表・熊谷組・いすゞ選手 Bリーグ・仙台89ERSヘッドコーチ Wリーグ・トヨタ自動車アンテロープスヘッドコーチ
- 栗秋正寿 - 登山家 冬季マッキンリー単独登頂（1998年） 第15回植村直己冒険賞（2010年）
- 山口大輔 - アスレティックトレーナー 東京医科歯科大学スポーツサイエンス機構スポーツサイエンスセンター特任助教